# Kína a 2000. évi nyári olimpiai játékokon
Kína az ausztráliai Sydneyben megrendezett 2000. évi nyári olimpiai játékok egyik részt vevő nemzete volt. Az országot az olimpián 28 sportágban 271 sportoló képviselte, akik összesen 58 érmet szereztek.

## Érmesek
| Érem  | Versenyző                                                                                     | Sportág       | Versenyszám                |
| ----- | --------------------------------------------------------------------------------------------- | ------------- | -------------------------- |
| Arany | Kung Ling-huj (Kong Linghui)                                                                  | Asztalitenisz | Férfi egyes                |
| Arany | Vang Li-csin (Wang Liqin) Yan Sen                                                             | Asztalitenisz | Férfi páros                |
| Arany | Vang Nan (Wang Nan)                                                                           | Asztalitenisz | Női egyes                  |
| Arany | Li Ju Vang Nan (Wang Nan)                                                                     | Asztalitenisz | Női páros                  |
| Arany | Vang Li-ping (Wang Liping)                                                                    | Atlétika      | Női 20 km gyaloglás        |
| Arany | Tang Lin                                                                                      | Cselgáncs     | Női félnehézsúly           |
| Arany | Yuan Hua                                                                                      | Cselgáncs     | Női nehézsúly              |
| Arany | Xiong Ni                                                                                      | Műugrás       | Férfi egyéni műugrás       |
| Arany | Tien Liang (Tian Liang)                                                                       | Műugrás       | Férfi egyéni toronyugrás   |
| Arany | Xiao Hailiang Xiong Ni                                                                        | Műugrás       | Férfi szinkron műugrás     |
| Arany | Fu Mingxia                                                                                    | Műugrás       | Női egyéni műugrás         |
| Arany | Li Na Sang Xue                                                                                | Műugrás       | Női szinkron toronyugrás   |
| Arany | Cai Yalin                                                                                     | Sportlövészet | Férfi légpuska             |
| Arany | Yang Ling                                                                                     | Sportlövészet | Férfi futócéllövészet      |
| Arany | Tao Lu-na (Tao Luna)                                                                          | Sportlövészet | Női légpisztoly            |
| Arany | Chen Zhong                                                                                    | Taekwondo     | Női nehézsúly              |
| Arany | Csan Hszü-kang (Zhan Xugang)                                                                  | Súlyemelés    | Férfi 77 kg                |
| Arany | Yang Xia                                                                                      | Súlyemelés    | Női 53 kg                  |
| Arany | Chen Xiaomin                                                                                  | Súlyemelés    | Női 63 kg                  |
| Arany | Lin Weining                                                                                   | Súlyemelés    | Női 69 kg                  |
| Arany | Ding Meiyuan                                                                                  | Súlyemelés    | Női +75 kg                 |
| Arany | Ji Xinpeng                                                                                    | Tollaslabda   | Férfi egyes                |
| Arany | Kao Ling (Gao Ling) Csang Csün (Zhang Jun)                                                    | Tollaslabda   | Vegyes páros               |
| Arany | Gong Zhichao                                                                                  | Tollaslabda   | Női egyes                  |
| Arany | Ge Fei Gu Jun                                                                                 | Tollaslabda   | Női páros                  |
| Arany | Jang Vej (Yang Wei) Zheng Lihui Li Hsziao-peng (Li Xiaopeng) Xing Aowei Huang Xu Xiao Junfeng | Torna         | Férfi csapat összetett     |
| Arany | Li Hsziao-peng (Li Xiaopeng)                                                                  | Torna         | Férfi korlát               |
| Arany | Liu Xuan                                                                                      | Torna         | Női gerenda                |
| Ezüst | Kung Ling-huj (Kong Linghui) Liu Guoliang                                                     | Asztalitenisz | Férfi páros                |
| Ezüst | Li Ju                                                                                         | Asztalitenisz | Női egyes                  |
| Ezüst | Sun Jin Yang Ying                                                                             | Asztalitenisz | Női páros                  |
| Ezüst | Li Su-fang (Li Shufang)                                                                       | Cselgáncs     | Női váltósúly              |
| Ezüst | Hu Csia (Hu Jia)                                                                              | Műugrás       | Férfi egyéni toronyugrás   |
| Ezüst | Tien Liang (Tian Liang) Hu Csia (Hu Jia)                                                      | Műugrás       | Férfi szinkron toronyugrás |
| Ezüst | Kuo Csing-csing (Guo Jingjing)                                                                | Műugrás       | Női egyéni műugrás         |
| Ezüst | Li Na                                                                                         | Műugrás       | Női egyéni toronyugrás     |
| Ezüst | Kuo Csing-csing (Guo Jingjing) Fu Mingxia                                                     | Műugrás       | Női szinkron műugrás       |
| Ezüst | Vang Ji-fu (Wang Yifu)                                                                        | Sportlövészet | Férfi légpisztoly          |
| Ezüst | Tao Lu-na (Tao Luna)                                                                          | Sportlövészet | Női sportpisztoly          |
| Ezüst | Wu Wenxiong                                                                                   | Súlyemelés    | Férfi 56 kg                |
| Ezüst | Huang Nanyan Jang Vej (Yang Wei)                                                              | Tollaslabda   | Női páros                  |
| Ezüst | Jang Vej (Yang Wei)                                                                           | Torna         | Férfi egyéni összetett     |
| Ezüst | Ling Jie                                                                                      | Torna         | Női felemás korlát         |
| Ezüst | Tung Csao-cse (Dong Zhaozhi) Vang Haj-pin (Wang Haibin) Je Csung (Ye Chong)                   | Vívás         | Férfi tőr, csapat          |
| Bronz | Liu Guoliang                                                                                  | Asztalitenisz | Férfi egyes                |
| Bronz | Sheng Zetian                                                                                  | Birkózás      | Kötöttfogás, 58 kg         |
| Bronz | Liu Jü-hsziang (Liu Yuxiang)                                                                  | Cselgáncs     | Női harmatsúly             |
| Bronz | Jiang Cuihua                                                                                  | Kerékpározás  | Női egyéni időfutam        |
| Bronz | Niu Zhiyuan                                                                                   | Sportlövészet | Férfi futócéllövészet      |
| Bronz | Gao Jing                                                                                      | Sportlövészet | Női légpuska               |
| Bronz | Kao O                                                                                         | Sportlövészet | Női trap                   |
| Bronz | Csang Hsziang-hsziang (Zhang Xiangxiang)                                                      | Súlyemelés    | Férfi 56 kg                |
| Bronz | Xia Xuanze                                                                                    | Tollaslabda   | Férfi egyes                |
| Bronz | Ye Zhaoying                                                                                   | Tollaslabda   | Női egyes                  |
| Bronz | Kao Ling (Gao Ling) Qin Yiyuan                                                                | Tollaslabda   | Női páros                  |
| Bronz | Liu Xuan                                                                                      | Torna         | Női egyéni összetett       |
| Bronz | Yang Yun                                                                                      | Torna         | Női felemás korlát         |
| Bronz | Li Na Liang Qin Yang Shaoqi                                                                   | Vívás         | Női párbajtőr, csapat      |

## Asztalitenisz
Férfi
| Versenyző                                 | Versenyszám | Selejtező         | Csoportkör        | Csoportkör | 32-es főtábla                                            | Nyolcaddöntő                                                                                    | Negyeddöntő                                                                | Elődöntő                                                                                | Döntő                                                                                 | Helyezés |
| Versenyző                                 | Versenyszám | Ellenfél Eredmény | Ellenfél Eredmény | Hely.      | Ellenfél Eredmény                                        | Ellenfél Eredmény                                                                               | Ellenfél Eredmény                                                          | Ellenfél Eredmény                                                                       | Ellenfél Eredmény                                                                     | Helyezés |
| ----------------------------------------- | ----------- | ----------------- | ----------------- | ---------- | -------------------------------------------------------- | ----------------------------------------------------------------------------------------------- | -------------------------------------------------------------------------- | --------------------------------------------------------------------------------------- | ------------------------------------------------------------------------------------- | -------- |
| Kung Ling-huj (Kong Linghui)              | Egyes       |                   | erőnyerő          | erőnyerő   | Johnny Huang (CAN) · 21–14, 21–12, 21–16                 | Lucjan Błaszczyk (POL) · 18–21, 21–17, 21–10, 20–22, 21–14                                      | Werner Schlager (AUT) · 21–14, 13–21, 20–22, 21–10, 21–14                  | Jörgen Persson (SWE) · 21–12, 13–21, 21–16, 21–13                                       | Jan-Ove Waldner (SWE) · 21–16, 21–19, 17–21, 14–21, 21–13                             |          |
| Liu Guoliang                              | Egyes       |                   | erőnyerő          | erőnyerő   | Trinko Keen (NED) · 21–14, 22–20, 21–19                  | Damien Éloi (FRA) · 19–21, 13–21, 22–20, 21–9, 21–13                                            | Jörg Roßkopf (GER) · 21–11, 21–14, 21–7                                    | Jan-Ove Waldner (SWE) · 19–21, 16–21, 19–21                                             | Bronzmérkőzés · Jörgen Persson (SWE) · 21–18, 19–21, 21–14, 21–13                     |          |
| Liu Guozheng                              | Egyes       |                   | erőnyerő          | erőnyerő   | Philippe Saive (BEL) · 21–14, 21–16, 18–21, 17–21, 21–15 | Chiang Peng-Lung (TPE) · 21–11, 21–13, 21–19                                                    | Jörgen Persson (SWE) · 21–14, 18–21, 16–21, 19–21                          | kiesett                                                                                 | kiesett                                                                               | 5.       |
| Vang Li-csin (Wang Liqin) Yan Sen         | Páros       | erőnyerő          | erőnyerő          | erőnyerő   |                                                          | Japán (JPN) · Iszeki Szeikó · Taszaki Tosio · 21–18, 21–16, 21–6                                | Franciaország (FRA) · Christophe Legoût · Damien Éloi · 21–6, 21–13, 21–19 | Dél-Korea (KOR) · I Csholszung · Ju Szungmin · 21–12, 21–19, 17–21, 21–18               | Kína (CHN) · Kung Ling-huj (Kong Linghui) · Liu Guoliang · 22–20, 17–21, 21–19, 21–18 |          |
| Kung Ling-huj (Kong Linghui) Liu Guoliang | Páros       | erőnyerő          | erőnyerő          | erőnyerő   |                                                          | Lengyelország (POL) · Lucjan Błaszczyk · Tomasz Krzeszewski · 21–16, 12–21, 19–21, 21–18, 21–18 | Dél-Korea (KOR) · Kim Thekszu · O Szangun · 21–18, 21–9, 10–21, 21–10      | Franciaország (FRA) · Jean-Philippe Gatien · Patrick Chila · 21–12, 22–24, 21–10, 21–10 | Kína (CHN) · Vang Li-csin (Wang Liqin) · Yan Sen · 20–22, 21–17, 19–21, 18–21         |          |

Női
| Versenyző                 | Versenyszám | Selejtező         | Csoportkör        | Csoportkör | 32-es főtábla                                            | Nyolcaddöntő                                                                | Negyeddöntő                                                                       | Elődöntő                                                                          | Döntő                                                          | Helyezés |
| Versenyző                 | Versenyszám | Ellenfél Eredmény | Ellenfél Eredmény | Hely.      | Ellenfél Eredmény                                        | Ellenfél Eredmény                                                           | Ellenfél Eredmény                                                                 | Ellenfél Eredmény                                                                 | Ellenfél Eredmény                                              | Helyezés |
| ------------------------- | ----------- | ----------------- | ----------------- | ---------- | -------------------------------------------------------- | --------------------------------------------------------------------------- | --------------------------------------------------------------------------------- | --------------------------------------------------------------------------------- | -------------------------------------------------------------- | -------- |
| Vang Nan (Wang Nan)       | Egyes       |                   | erőnyerő          | erőnyerő   | Chunli Li (NZL) · 21–17, 21–15, 21–9                     | Li Jia Wei (SIN) · 18–21, 21–18, 19–21, 23–21, 21–16                        | Kojama Csire (JPN) · 21–19, 21–8, 22–20                                           | Csen Csing (Chen Jing) (TPE) · 12–21, 22–20, 21–17, 21–15                         | Li Ju (CHN) · 21–12, 12–21, 19–21, 21–17, 21–18                |          |
| Li Ju                     | Egyes       |                   | erőnyerő          | erőnyerő   | Galina Melnyik (RUS) · 14–21, 21–17, 20–22, 21–18, 21–13 | Xia Lian Ni (LUX) · 21–15, 21–11, 21–15                                     | Ju Dzsihje (KOR) · 12–21, 21–14, 21–19, 21–5                                      | Jing Jun Hong (SIN) · 15–21, 21–13, 21–12, 21–19                                  | Vang Nan (Wang Nan) (CHN) · 12–21, 21–12, 21–19, 17–21, 18–21  |          |
| Sun Jin                   | Egyes       |                   | erőnyerő          | erőnyerő   | Jing Jun Hong (SIN) · 16–21, 18–21, 7–21                 | kiesett                                                                     | kiesett                                                                           | kiesett                                                                           | kiesett                                                        | 17.      |
| Li Ju Vang Nan (Wang Nan) | Páros       | erőnyerő          | erőnyerő          | erőnyerő   |                                                          | Németország (GER) · Elke Schall-Wosik · Nicole Struse · 21–10, 21–18, 21–17 | Horvátország (CRO) · Eldijana Aganović · Boros Tamara · 21–23, 21–14, 21–12, 21–5 | Dél-Korea (KOR) · Kim Mukjo · Ju Dzsihje · 17–21, 21–15, 15–21, 21–14, 24–22      | Kína (CHN) · Sun Jin · Yang Ying · 21–18, 21–11, 21–11         |          |
| Sun Jin Yang Ying         | Páros       | erőnyerő          | erőnyerő          | erőnyerő   |                                                          | Litvánia (LTU) · Jolanta Prūsienė · Rūta Garkauskaitė · 21–5, 21–17, 21–10  | Ausztrália (AUS) · Miao Miao · Shirley Zhou · 21–13, 21–11, 21–17                 | Magyarország (HUN) · Bátorfi Csilla · Tóth Krisztina · 17–21, 21–18, 21–14, 21–17 | Kína (CHN) · Li Ju · Vang Nan (Wang Nan) · 18–21, 11–21, 11–21 |          |

## Atlétika
Férfi
| Versenyző     | Versenyszám     | Eredmény | Helyezés |
| ------------- | --------------- | -------- | -------- |
| Yu Guohui     | 20 km gyaloglás | 1:22:32  | 13.      |
| Yang Yongjian | 50 km gyaloglás | 3:48:42  | 10.      |
| Wang Yinhang  | 50 km gyaloglás | 3:50:19  | 13.      |

| Versenyző    | Versenyszám   | Selejtező             | Selejtező             | Döntő    | Döntő    |
| Versenyző    | Versenyszám   | Eredmény              | Helyezés              | Eredmény | Helyezés |
| ------------ | ------------- | --------------------- | --------------------- | -------- | -------- |
| Liu Honglin  | Távolugrás    | érvényes ugrás nélkül | érvényes ugrás nélkül | kiesett  | kiesett  |
| Lao Jianfeng | Távolugrás    | 741 cm                | 40.                   | kiesett  | kiesett  |
| Lao Jianfeng | Hármasugrás   | 16,43 m               | 21.                   | kiesett  | kiesett  |
| Li Shaojie   | Diszkoszvetés | 62,29 m               | 13.                   | kiesett  | kiesett  |

Női
| Versenyző                                                                                       | Versenyszám     | Előfutam | Előfutam | Előfutam | Negyeddöntő | Negyeddöntő | Negyeddöntő | Elődöntő | Elődöntő | Elődöntő | Döntő    | Döntő    |
| Versenyző                                                                                       | Versenyszám     | Idő      | Hely.    | Össz.    | Idő         | Hely.       | Össz.       | Idő      | Hely.    | Össz.    | Idő      | Helyezés |
| ----------------------------------------------------------------------------------------------- | --------------- | -------- | -------- | -------- | ----------- | ----------- | ----------- | -------- | -------- | -------- | -------- | -------- |
| Li Hszüe-mej (Li Xuemei)                                                                        | 100 m           | 11,25    | 2.       | 10.      | 11,46       | 5.          | 20.         | kiesett  | kiesett  | kiesett  | kiesett  | kiesett  |
| Zeng Xiujun                                                                                     | 100 m           | 11,63    | 5.       | 42.*     | kiesett     | kiesett     | kiesett     | kiesett  | kiesett  | kiesett  | kiesett  | kiesett  |
| Liu Hsziao-mej (Liu Xiaomei)                                                                    | 200 m           | 23,56    | 6.       | 36.      | kiesett     | kiesett     | kiesett     | kiesett  | kiesett  | kiesett  | kiesett  | kiesett  |
| Csin Vang-ping (Qin Wangping)                                                                   | 200 m           | 24,10    | 6.       | 44.      | kiesett     | kiesett     | kiesett     | kiesett  | kiesett  | kiesett  | kiesett  | kiesett  |
| Li Csi (Li Ji)                                                                                  | 10 000 m        | 32:28,96 | 6.       | 6.       |             |             |             |          |          |          | 31:06,94 | 7.       |
| Ren Xiujuan                                                                                     | Maraton         |          |          |          |             |             |             |          |          |          | 2:27:55  | 10.      |
| Feng Yun                                                                                        | 100 m gát       | 13,19    | 5.       | 26.      | kiesett     | kiesett     | kiesett     | kiesett  | kiesett  | kiesett  | kiesett  | kiesett  |
| Zeng Xiujun Liu Hsziao-mej (Liu Xiaomei) Csin Vang-ping (Qin Wangping) Li Hszüe-mej (Li Xuemei) | 4 × 100 m váltó | 43,07    | 3.       | 5.       |             |             |             | 43,04    | 4.       | 8.       | 44,87    | 8.       |
| Vang Li-ping (Wang Liping)                                                                      | 20 km gyaloglás |          |          |          |             |             |             |          |          |          | 1:29:05  |          |
| Liu Hongyu                                                                                      | 20 km gyaloglás |          |          |          |             |             |             |          |          |          | kizárták | kizárták |

| Versenyző                    | Versenyszám   | Selejtező             | Selejtező             | Döntő    | Döntő    |
| Versenyző                    | Versenyszám   | Eredmény              | Helyezés              | Eredmény | Helyezés |
| ---------------------------- | ------------- | --------------------- | --------------------- | -------- | -------- |
| Kao Su-jing (Gao Shuying)    | Rúdugrás      | 430 cm                | 7.***                 | 415 cm   | 10.      |
| Kuan Jing-nan (Guan Yingnan) | Távolugrás    | 648 cm                | 18.                   | kiesett  | kiesett  |
| Guo Chunfang                 | Távolugrás    | érvényes ugrás nélkül | érvényes ugrás nélkül | kiesett  | kiesett  |
| Ren Ruiping                  | Hármasugrás   | 13,16 m               | 26.                   | kiesett  | kiesett  |
| Cheng Xiaoyan                | Súlylökés     | 18,23 m               | 10.                   | 17,85 m  | 11.      |
| Yu Xin                       | Súlylökés     | 16,18 m               | 24.                   | kiesett  | kiesett  |
| Yu Xin                       | Diszkoszvetés | 61,00 m               | 11.                   | 58,34 m  | 13.      |
| Cao Qi                       | Diszkoszvetés | 58,03 m               | 21.                   | kiesett  | kiesett  |
| Li Qiumei                    | Diszkoszvetés | 56,59 m               | 22.                   | kiesett  | kiesett  |
| Zhao Wei                     | Kalapácsvetés | 59,54 m               | 20.                   | kiesett  | kiesett  |
| Wei Jianhua                  | Gerelyhajítás | 60,64 m               | 8.                    | 58,33 m  | 10.      |
| Li Lej (Li Lei)              | Gerelyhajítás | 60,57 m               | 9.                    | 56,83 m  | 11.      |

* - egy másik versenyzővel azonos eredményt ért el

*** - három másik versenyzővel azonos eredményt ért el

## Birkózás
Kötöttfogású
| Versenyző    | Versenyszám | Csoportkör                                                                   | Csoportkör | Negyeddöntő                | Elődöntő               | Bronz- mérkőzés                                  | Döntő             | Helyezés |
| Versenyző    | Versenyszám | Ellenfél Eredmény                                                            | Hely.      | Ellenfél Eredmény          | Ellenfél Eredmény      | Ellenfél Eredmény                                | Ellenfél Eredmény | Helyezés |
| ------------ | ----------- | ---------------------------------------------------------------------------- | ---------- | -------------------------- | ---------------------- | ------------------------------------------------ | ----------------- | -------- |
| Wang Hui     | 54 kg       | 3. csoport · Hassan Rangraz (IRI) · 8-2 · Petr Švehla (CZE) · 8-3            | 1.         | Kang Jonggjun (PRK) · 5-10 |                        | Az 5. helyért · Alfred Ter-Mkrtchyan (GER) · 0-6 |                   | 6.       |
| Sheng Zetian | 58 kg       | 4. csoport · Djamel Ainaoui (FRA) · 1-0 · Olekszandr Sztepanyan (UKR) · 10-0 | 1.         | Jim Gruenwald (USA) · 11-1 | Kim Inszop (KOR) · 0-4 | Rifat Yildiz (GER) · 2-0                         |                   |          |
| Yi Shanjun   | 63 kg       | 3. csoport · Ak'ak'i Chachua (GEO) · 0-11 · Vaginak Galsztjan (ARM) · 2-2    | 3.         | kiesett                    | kiesett                | kiesett                                          | kiesett           | 16.      |
| Zhao Hailin  | 130 kg      | 1. csoport · Héctor Milián (CUB) · 0-1 · Helger Hallik (EST) · 3-2           | 2.         | kiesett                    | kiesett                | kiesett                                          | kiesett           | 14.      |

Szabadfogású
| Versenyző      | Versenyszám | Csoportkör                                                                           | Csoportkör | Negyeddöntő       | Elődöntő          | Bronz- mérkőzés   | Döntő             | Helyezés |
| Versenyző      | Versenyszám | Ellenfél Eredmény                                                                    | Hely.      | Ellenfél Eredmény | Ellenfél Eredmény | Ellenfél Eredmény | Ellenfél Eredmény | Helyezés |
| -------------- | ----------- | ------------------------------------------------------------------------------------ | ---------- | ----------------- | ----------------- | ----------------- | ----------------- | -------- |
| Chen Xingqiang | 130 kg      | 2. csoport · Aljakszej Mjadzvedzev (BLR) · 0-3 · Alekszandr Kovalevszkij (KGZ) · 2-4 | 3.         | kiesett           | kiesett           | kiesett           | kiesett           | 14.      |

## Cselgáncs
Férfi
| Versenyző            | Versenyszám  | Selejtező                            | 32-es főtábla                                  | Nyolcaddöntő                          | Negyeddöntő                       | Elődöntő          | Vigaszág első kör                     | Vigaszág negyeddöntő                   | Vigaszág elődöntő                 | Bronz- mérkőzés   | Döntő             | Helyezés    |
| Versenyző            | Versenyszám  | Ellenfél Eredmény                    | Ellenfél Eredmény                              | Ellenfél Eredmény                     | Ellenfél Eredmény                 | Ellenfél Eredmény | Ellenfél Eredmény                     | Ellenfél Eredmény                      | Ellenfél Eredmény                 | Ellenfél Eredmény | Ellenfél Eredmény | Helyezés    |
| -------------------- | ------------ | ------------------------------------ | ---------------------------------------------- | ------------------------------------- | --------------------------------- | ----------------- | ------------------------------------- | -------------------------------------- | --------------------------------- | ----------------- | ----------------- | ----------- |
| Jia Yunbing          | Légsúly      | erőnyerő                             | Nomura Tadahiro (JPN) · 0000-1000              |                                       |                                   |                   | Brandan Greczkowski (USA) · 0001-1000 | kiesett                                | kiesett                           | kiesett           |                   | 13.         |
| Zhang Guangjun       | Harmatsúly   | erőnyerő                             | Victor Bivol (MDA) · 1000-0000                 | Andrew Collett (AUS) · 1000-0000      | Hüseyin Özkan (TUR) · 0000-1000   |                   |                                       | Arash Miresmaeili (IRI) · 0001-1001    | kiesett                           | kiesett           |                   | 9.          |
| Xu Zhiming           | Középsúly    |                                      | Batdzsargalín Odhű (MGL) · 1000-0001           | Jean-Claude Raphaël (MRI) · 0000-1100 | kiesett                           | kiesett           |                                       |                                        |                                   |                   |                   | helyezetlen |
| Song Qitao           | Félnehézsúly | Bassel El-Gharbawy (EGY) · 0000-1000 | kiesett                                        | kiesett                               | kiesett                           | kiesett           |                                       |                                        |                                   |                   |                   | helyezetlen |
| Pan Szung (Pan Song) | Nehézsúly    | erőnyerő                             | Badmaanyambuugiin Bat-Erdene (MGL) · 1010-0001 | Orlando Baccino (ARG) · 1010-0010     | Tamerlan Tmenov (RUS) · 0000-1111 |                   |                                       | Dennis van der Geest (NED) · 0100-0011 | Ruszlan Sarapav (BLR) · 0020-1021 | kiesett           |                   | 7.          |

Női
| Versenyző                    | Versenyszám  | Selejtező                                  | Nyolcaddöntő                           | Negyeddöntő                         | Elődöntő                                    | Vigaszág első kör | Vigaszág negyeddöntő                   | Vigaszág elődöntő                     | Bronz- mérkőzés                       | Döntő                                  | Helyezés    |
| Versenyző                    | Versenyszám  | Ellenfél Eredmény                          | Ellenfél Eredmény                      | Ellenfél Eredmény                   | Ellenfél Eredmény                           | Ellenfél Eredmény | Ellenfél Eredmény                      | Ellenfél Eredmény                     | Ellenfél Eredmény                     | Ellenfél Eredmény                      | Helyezés    |
| ---------------------------- | ------------ | ------------------------------------------ | -------------------------------------- | ----------------------------------- | ------------------------------------------- | ----------------- | -------------------------------------- | ------------------------------------- | ------------------------------------- | -------------------------------------- | ----------- |
| Zhao Shunxin                 | Légsúly      | Tania Tallie (RSA) · 0101-0011             | Tamura Rjóko (JPN) · 0000-0010         |                                     |                                             |                   | Ljudmila Lusznyikova (UKR) · 0011-0001 | Sarah Nichilo-Rosso (FRA) · 1000-0100 | Anna-Maria Gradante (GER) · 0000-1000 |                                        | 5.          |
| Liu Jü-hsziang (Liu Yuxiang) | Harmatsúly   | erőnyerő                                   | Deborah Gravenstijn (NED) · 1011-0000  | Ioana Dinea-Aluaş (ROU) · 0011-0000 | Lurembam Brodzsesori Dévi (IND) · 1001-0000 |                   |                                        |                                       | Narazaki Noriko (JPN) · 0001-1000     |                                        |             |
| Shen Jun                     | Könnyűsúly   | erőnyerő                                   | Tânia Ferreira (BRA) · 1000-0000       | Cinzia Cavazzuti (ITA) · 0000-0000  | Driulys González (CUB) · 0010-0011          |                   |                                        |                                       | Kuszakabe Kie (JPN) · 0000-1010       |                                        | 5.          |
| Li Su-fang (Li Shufang)      | Váltósúly    | erőnyerő                                   | Olga Artamonova (KGZ) · 0110-0001      | Gella Vandecaveye (BEL) · 0000-0000 | Jenny Gal (ITA) · 0000-0000                 |                   |                                        |                                       |                                       | Séverine Vandenhende (FRA) · 0001-0010 |             |
| Csin Tung-ja (Qin Dongya)    | Középsúly    | Nesria Traki (TUN) · 0001-0010             | kiesett                                | kiesett                             | kiesett                                     |                   |                                        |                                       |                                       |                                        | helyezetlen |
| Tang Lin                     | Félnehézsúly | Nasiba Salayeva-Surkieva (TKM) · 1000-0000 | Rambuugiin Dashdulam (MGL) · 0001-0000 | Edinanci da Silva (BRA) · 0110-0010 | Heidi Rakels (BEL) · 0111-0010              |                   |                                        |                                       |                                       | Céline Lebrun (FRA) · 0010-0010        |             |
| Yuan Hua                     | Nehézsúly    | erőnyerő                                   | Fiona Iredale (NZL) · 1000-0000        | Priscila Marques (BRA) · 1022-0000  | Sandra Köppen (GER) · 1000-0000             |                   |                                        |                                       |                                       | Daima Beltrán (CUB) · 0001-0001        |             |

## Evezés
Férfi
| Versenyző                                             | Versenyszám   | Előfutam | Előfutam | Vigaszág | Vigaszág | Elődöntő | Elődöntő | Elődöntő | Döntő   | Döntő   | Döntő   | Helyezés |
| Versenyző                                             | Versenyszám   | Idő      | Hely.    | Idő      | Hely.    | Típus    | Idő      | Hely.    | Típus   | Idő     | Hely.   | Helyezés |
| ----------------------------------------------------- | ------------- | -------- | -------- | -------- | -------- | -------- | -------- | -------- | ------- | ------- | ------- | -------- |
| Hua Lingjun Liang Hongming                            | Kétpárevezős  | 6:50,94  | 5.       | 6:43,64  | 4.       |          |          |          | C       | 6:36,97 | 3.      | 15.      |
| Liu Jian Liang Hongming Hua Lingjun Li Jang (Li Yang) | Négypárevezős | 6:16,48  | 5.       | 6:16,80  | 4.       | kiesett  | kiesett  | kiesett  | kiesett | kiesett | kiesett | 13.      |

Női
| Versenyző                                | Versenyszám              | Előfutam | Előfutam | Vigaszág | Vigaszág | Elődöntő | Elődöntő | Elődöntő | Döntő | Döntő   | Döntő | Helyezés |
| Versenyző                                | Versenyszám              | Idő      | Hely.    | Idő      | Hely.    | Típus    | Idő      | Hely.    | Típus | Idő     | Hely. | Helyezés |
| ---------------------------------------- | ------------------------ | -------- | -------- | -------- | -------- | -------- | -------- | -------- | ----- | ------- | ----- | -------- |
| Sun Guangxia Liu Lin                     | Kétpárevezős             | 7:33,17  | 5.       | 7:32,36  | 4.       |          |          |          | B     | 7:23,74 | 4.    | 10.      |
| Liu Lijuan Han Jing Sun Guangxia Liu Lin | Négypárevezős            | 6:49,84  | 4.       | 6:52,47  | 3.       |          |          |          | B     | 6:39,51 | 2.    | 8.       |
| Jü Hua (Yu Hua) Ou Shaoyan               | Könnyűsúlyú kétpárevezős | 7:21,55  | 3.       | 7:21,00  | 3.       | A/B      | 7:18,60  | 5.       | B     | 7:15,31 | 4.    | 10.      |

## Gyeplabda

### Női
| Kínai női gyeplabdacsapat-játékoskeret | Kínai női gyeplabdacsapat-játékoskeret |
| --- | --- |
| - Nie Ja-li (Nie Yali) - Long Fengyu - Yang Hongbing - Liu Lijie - Cseng Huj (Cheng Hui) - Shen Lihong - Huang Csün-hszia (Huang Junxia) - Yang Huiping | - Yu Yali - Tang Csun-ling (Tang Chunling) - Csou Van-feng (Zhou Wanfeng) - Hou Hsziao-lan (Hou Xiaolan) - Cai Xuemei - Csen Csao-hszia (Chen Zhaoxia) - Wang Jiuyan |

#### Eredmények
Csoportkör
B csoport
| Csapat                        | M | Gy | D | V | G+ | G– | Gk | P |
| ----------------------------- | - | -- | - | - | -- | -- | -- | - |
| Új-Zéland (NZL)               | 4 | 2  | 1 | 1 | 7  | 5  | +2 | 7 |
| Kína (CHN)                    | 4 | 2  | 0 | 2 | 4  | 5  | –1 | 6 |
| Hollandia (NED)               | 4 | 1  | 2 | 1 | 9  | 9  | 0  | 5 |
| Németország (GER)             | 4 | 1  | 2 | 1 | 6  | 6  | 0  | 5 |
| Dél-afrikai Köztársaság (RSA) | 4 | 1  | 1 | 2 | 4  | 5  | –1 | 4 |

| 2000. szeptember 17. 15:30 | Hollandia (NED) | 1–2   | Kína (CHN)            | Játékvezetők: Renee Chatas (USA), Angela Lario (ESP) |
| 2000. szeptember 17. 15:30 | Teeuwen 69'     | (0–1) | Yang Huiping 16', 39' | Játékvezetők: Renee Chatas (USA), Angela Lario (ESP) |

| 2000. szeptember 18. 20:30 | Kína (CHN) | 0–2   | Új-Zéland (NZL)             | Játékvezetők: Judith Barnesby (AUS), Michele Arnold (AUS) |
| 2000. szeptember 18. 20:30 |            | (0–1) | Trolove 11' · Bell-Kake 38' | Játékvezetők: Judith Barnesby (AUS), Michele Arnold (AUS) |

| 2000. szeptember 20. 8:30 | Németország (GER) | 1–2   | Kína (CHN)                      | Játékvezetők: Renee Chatas (USA), Lee Mi-Ok (KOR) |
| 2000. szeptember 20. 8:30 | Möller 60'        | (0–1) | Zhou Wanfeng 2' · Cheng Hui 49' | Játékvezetők: Renee Chatas (USA), Lee Mi-Ok (KOR) |

| 2000. szeptember 22. 18:30 | Kína (CHN) | 0–1   | Dél-afrikai Köztársaság (RSA) | Játékvezetők: Angela Lario (ESP), Gill Clarke (GBR) |
| 2000. szeptember 22. 18:30 |            | (0–0) | Geyser 52'                    | Játékvezetők: Angela Lario (ESP), Gill Clarke (GBR) |

Középdöntő
| Csapat              | M | Gy | D | V | G+ | G– | Gk  | P  |
| ------------------- | - | -- | - | - | -- | -- | --- | -- |
| Ausztrália (AUS)    | 5 | 4  | 1 | 0 | 17 | 3  | +14 | 13 |
| Argentína (ARG)     | 5 | 3  | 0 | 2 | 13 | 7  | +6  | 9  |
| Hollandia (NED)     | 5 | 2  | 0 | 3 | 8  | 14 | –6  | 6  |
| Spanyolország (ESP) | 5 | 1  | 3 | 1 | 5  | 5  | 0   | 6  |
| Kína (CHN)          | 5 | 1  | 1 | 3 | 4  | 10 | –6  | 4  |
| Új-Zéland (NZL)     | 5 | 1  | 1 | 3 | 8  | 16 | –8  | 4  |

| 2000. szeptember 24. 11:00 | Spanyolország (ESP) | 0–0 | Kína (CHN) | State Hockey Centre, Sydney Játékvezetők: Gina Spitaleri (ITA), Marelize de Klerk (RSA) |
| 2000. szeptember 24. 11:00 |                     |     |            | State Hockey Centre, Sydney Játékvezetők: Gina Spitaleri (ITA), Marelize de Klerk (RSA) |

| 2000. szeptember 25. 13:30 | Argentína (ARG)         | 2–1   | Kína (CHN)       | State Hockey Centre, Sydney Játékvezetők: Lyn Farrell (NZL), Renee Cohen (NED) |
| 2000. szeptember 25. 13:30 | Aymar 35+' · García 52' | (1–1) | Tang Chunling 6' | State Hockey Centre, Sydney Játékvezetők: Lyn Farrell (NZL), Renee Cohen (NED) |

| 2000. szeptember 27. 13:30 | Ausztrália (AUS)                                       | 5–1   | Kína (CHN)       | State Hockey Centre, Sydney Játékvezetők: Gill Clarke (GBR), Marelize de Klerk (RSA) |
| 2000. szeptember 27. 13:30 | Hudson 2', 28' · Towers 9' · Morris 42' · Taverner 48' | (3–0) | Yang Huiping 45' | State Hockey Centre, Sydney Játékvezetők: Gill Clarke (GBR), Marelize de Klerk (RSA) |

| Csapat     | Helyezés |
| ---------- | -------- |
| Kína (CHN) | 5.       |

## Íjászat
Férfi
| Versenyző                    | Versenyszám | Selejtező | Selejtező | 64-es főtábla                          | 32-es főtábla                          | Nyolcaddöntő                                                                         | Negyeddöntő       | Elődöntő          | Döntő             | Helyezés |
| Versenyző                    | Versenyszám | Pont      | Kiemelt   | Ellenfél Eredmény                      | Ellenfél Eredmény                      | Ellenfél Eredmény                                                                    | Ellenfél Eredmény | Ellenfél Eredmény | Ellenfél Eredmény | Helyezés |
| ---------------------------- | ----------- | --------- | --------- | -------------------------------------- | -------------------------------------- | ------------------------------------------------------------------------------------ | ----------------- | ----------------- | ----------------- | -------- |
| Yang Bo                      | Egyéni      | 632       | 22.       | Viktor Kurcsenko (UKR) (43.) · 164-155 | Christian Stubbe (GER) (54.) · 159-152 | Magnus Petersson (SWE) (6.) · 164-167                                                | kiesett           | kiesett           | kiesett           | 13.      |
| Tang Hua                     | Egyéni      | 619       | 38.       | Matthew Gray (AUS) (27.) · 163-161     | Magnus Petersso (SWE) (6.) · 148-157   | kiesett                                                                              | kiesett           | kiesett           | kiesett           | 31.      |
| Fu Shengjun                  | Egyéni      | 635       | 16.       | Bartosz Mikos (POL) (49.) · 155-157    | kiesett                                | kiesett                                                                              | kiesett           | kiesett           | kiesett           | 49.      |
| Fu Shengjun Yang Bo Tang Hua | Csapat      | 635       | 8.        |                                        |                                        | Ukrajna (UKR) · Ihor Parhomenko · Szerhij Antyonov · Viktor Kurcsenko (9.) · 235-244 | kiesett           | kiesett           | kiesett           | 13.      |

Női
| Versenyző                    | Versenyszám | Selejtező | Selejtező | 64-es főtábla                         | 32-es főtábla                        | Nyolcaddöntő                                | Negyeddöntő                                                                                | Elődöntő          | Döntő             | Helyezés |
| Versenyző                    | Versenyszám | Pont      | Kiemelt   | Ellenfél Eredmény                     | Ellenfél Eredmény                    | Ellenfél Eredmény                           | Ellenfél Eredmény                                                                          | Ellenfél Eredmény | Ellenfél Eredmény | Helyezés |
| ---------------------------- | ----------- | --------- | --------- | ------------------------------------- | ------------------------------------ | ------------------------------------------- | ------------------------------------------------------------------------------------------ | ----------------- | ----------------- | -------- |
| He Ying                      | Egyéni      | 638       | 14.       | Wenche-Lin Hess (NOR) (51.) · 160-145 | Cornelia Pfohl (GER) (19.) · 163-157 | Kim Namszun (KOR) (3.) · 162-165            | kiesett                                                                                    | kiesett           | kiesett           | 10.      |
| Yang Jianping                | Egyéni      | 633       | 25.       | Aszano Majumi (JPN) (40.) · 156-154   | Liu Pi-Yu (TPE) (8.) · 160-157       | Joanna Nowicka-Kwaśna (POL) (24.) · 158-162 | kiesett                                                                                    | kiesett           | kiesett           | 12.      |
| Yu Hui                       | Egyéni      | 643       | 11.       | Yaremis Pérez (CUB) (54.) · 155-159   | kiesett                              | kiesett                                     | kiesett                                                                                    | kiesett           | kiesett           | 38.      |
| Yu Hui He Ying Yang Jianping | Csapat      | 643       | 4.        |                                       |                                      | erőnyerő                                    | Németország (GER) · Cornelia Pfohl · Barbara Mensing · Sandra Wagner-Sachse (5.) · 234-240 | kiesett           | kiesett           | 6.       |

## Kerékpározás

### Hegyi-kerékpározás
| Versenyző  | Versenyszám      | Idő           | Helyezés |
| ---------- | ---------------- | ------------- | -------- |
| Ma Yanping | Női terepverseny | 1 kör hátrány | 28.      |

### Pálya-kerékpározás
Sprintversenyek
| Versenyző           | Versenyszám | Selejtező | Selejtező | 1. forduló                     | Vigaszág                                              | Vigaszág | 9–12. helyért                                                            | 9–12. helyért | Negyeddöntő          | 5–8. helyért           | 5–8. helyért | Elődöntő             | Döntő                | Helyezés |
| Versenyző           | Versenyszám | Idő       | Hely.     | Ellenfél Győztes idő           | Ellenfelek Győztes idő                                | Hely.    | Ellenfelek Győztes idő                                                   | Hely.         | Ellenfél Győztes idő | Ellenfelek Győztes idő | Hely.        | Ellenfél Győztes idő | Ellenfél Győztes idő | Helyezés |
| ------------------- | ----------- | --------- | --------- | ------------------------------ | ----------------------------------------------------- | -------- | ------------------------------------------------------------------------ | ------------- | -------------------- | ---------------------- | ------------ | -------------------- | -------------------- | -------- |
| Vang Jen (Wang Yan) | Női egyéni  | 11,650    | 9.        | Michelle Ferris (AUS) · 12,078 | Szabolcsi Szilvia (HUN) · Mira Kasslin (FIN) · 12,625 | 2.       | Kathrin Freitag (GER) · Fiona Ramage (NZL) · Mira Kasslin (FIN) · 12,971 | 4.            |                      |                        |              |                      |                      | 12.      |

Időfutam
| Név                 | Versenyszám | Idő    | Helyezés |
| ------------------- | ----------- | ------ | -------- |
| Jiang Cuihua        | Női egyéni  | 34,768 |          |
| Vang Jen (Wang Yan) | Női egyéni  | 35,013 | 4.       |

## Kosárlabda

### Férfi
| Kínai férfi kosárlabdacsapat-játékoskeret                                | Kínai férfi kosárlabdacsapat-játékoskeret                                                 |
| ------------------------------------------------------------------------ | ----------------------------------------------------------------------------------------- |
| - Guo Shiqiang - Hu Weidong - Li Nan - Li Qun - Li Xiaoyong - Liu Yudong | - Meng Kebate'er - Sun Jun - Zhizhi Wang - Jao Ming (Yao Ming) - Zhang Jinsong - Zheng Wu |

#### Eredmények
Csoportkör
A csoport
| Csapat                 | M | Gy | V | P+  | P–  | Pk   | P  |
| ---------------------- | - | -- | - | --- | --- | ---- | -- |
| Egyesült Államok (USA) | 5 | 5  | 0 | 505 | 359 | +146 | 10 |
| Olaszország (ITA)      | 5 | 3  | 2 | 332 | 349 | –17  | 8  |
| Litvánia (LTU)         | 5 | 3  | 2 | 372 | 339 | +33  | 8  |
| Franciaország (FRA)    | 5 | 2  | 3 | 372 | 374 | –2   | 7  |
| Kína (CHN)             | 5 | 2  | 3 | 368 | 419 | –51  | 7  |
| Új-Zéland (NZL)        | 5 | 0  | 5 | 307 | 416 | –109 | 5  |

| 2000. szeptember 17. 21:30 | Kína (CHN)          | 72–119    | Egyesült Államok (USA) | Nézőszám: 8319 |
| 2000. szeptember 17. 21:30 | (38–60) Jegyzőkönyv |           |                        | Nézőszám: 8319 |
| 2000. szeptember 17. 21:30 | Zhizhi Wang 13      | Pont      | Allen 21               | Nézőszám: 8319 |
| 2000. szeptember 17. 21:30 | Guo Shiqiang 5      | Lepattanó | Garnett 8              | Nézőszám: 8319 |
| 2000. szeptember 17. 21:30 | Guo Shiqiang 6      | Gólpassz  | Payton 7               | Nézőszám: 8319 |

| 2000. szeptember 19. 11:30 | Új-Zéland (NZL)     | 60–75     | Kína (CHN)            | Nézőszám: 8357 |
| 2000. szeptember 19. 11:30 | (30–40) Jegyzőkönyv |           |                       | Nézőszám: 8357 |
| 2000. szeptember 19. 11:30 | Marks, Dickel 13    | Pont      | Zhizhi Wang 19        | Nézőszám: 8357 |
| 2000. szeptember 19. 11:30 | Marks 9             | Lepattanó | Jao Ming 8            | Nézőszám: 8357 |
| 2000. szeptember 19. 11:30 | Dickel 4            | Gólpassz  | Sun Jun, Hu Weidong 4 | Nézőszám: 8357 |

| 2000. szeptember 21. 14:30 | Kína (CHN)          | 70–82     | Franciaország (FRA) | Nézőszám: 8391 |
| 2000. szeptember 21. 14:30 | (36–31) Jegyzőkönyv |           |                     | Nézőszám: 8391 |
| 2000. szeptember 21. 14:30 | Jao Ming 14         | Pont      | Rigaudeau 29        | Nézőszám: 8391 |
| 2000. szeptember 21. 14:30 | Jao Ming 6          | Lepattanó | Julian, Bilba 7     | Nézőszám: 8391 |
| 2000. szeptember 21. 14:30 | Guo Shiqiang 7      | Gólpassz  | Sciarra 6           | Nézőszám: 8391 |

| 2000. szeptember 23. 9:30 | Litvánia (LTU)      | 82–66     | Kína (CHN)   | Nézőszám: 8365 |
| 2000. szeptember 23. 9:30 | (53–42) Jegyzőkönyv |           |              | Nézőszám: 8365 |
| 2000. szeptember 23. 9:30 | Songaila 19         | Pont      | Jao Ming 23  | Nézőszám: 8365 |
| 2000. szeptember 23. 9:30 | Einikis 10          | Lepattanó | Jao Ming 7   | Nézőszám: 8365 |
| 2000. szeptember 23. 9:30 | Jasikevičius 10     | Gólpassz  | Liu Yudong 2 | Nézőszám: 8365 |

| 2000. szeptember 25. 14:30 | Olaszország (ITA)   | 76–85     | Kína (CHN)     | Nézőszám: 8477 |
| 2000. szeptember 25. 14:30 | (40–42) Jegyzőkönyv |           |                | Nézőszám: 8477 |
| 2000. szeptember 25. 14:30 | Abbio 15            | Pont      | Li Nan 25      | Nézőszám: 8477 |
| 2000. szeptember 25. 14:30 | Galanda, Fucka 5    | Lepattanó | Jao Ming 6     | Nézőszám: 8477 |
| 2000. szeptember 25. 14:30 | Basile, Abbio 3     | Gólpassz  | Guo Shiqiang 7 | Nézőszám: 8477 |

A 9. helyért
| 2000. szeptember 26. 16:30 | Kína (CHN)          | 64–84     | Spanyolország (ESP)     | Nézőszám: 8395 |
| 2000. szeptember 26. 16:30 | (26–46) Jegyzőkönyv |           |                         | Nézőszám: 8395 |
| 2000. szeptember 26. 16:30 | Zhizhi Wang 14      | Pont      | Navarro 19              | Nézőszám: 8395 |
| 2000. szeptember 26. 16:30 | Jao Ming 6          | Lepattanó | Dueñas 10               | Nézőszám: 8395 |
| 2000. szeptember 26. 16:30 | Guo Shiqiang 4      | Gólpassz  | Carlos Navarro, López 3 | Nézőszám: 8395 |

| Csapat     | Helyezés |
| ---------- | -------- |
| Kína (CHN) | 10.      |

## Labdarúgás

### Női
| Kínai női labdarúgócsapat-játékoskeret                                                           | Kínai női labdarúgócsapat-játékoskeret                                                                                   |
| ------------------------------------------------------------------------------------------------ | --- |
| - Bai Jie - Fan Yunjie - Gao Hong - Jin Yan - Liu Ailing - Liu Jing (Liu Ying) - Pu Vej (Pu Wei) | - Szun Ven (Sun Wen) - Vang Li-ping (Wang Liping) - Wen Lirong - Xie Huilin - Csang Ou-jing (Zhang Ouying) - Zhao Lihong |

#### Eredmények
Csoportkör
| Csapat                 | M | Gy | D | V | Rg | Kg | Gk | P |
| ---------------------- | - | -- | - | - | -- | -- | -- | - |
| Egyesült Államok (USA) | 3 | 2  | 1 | 0 | 6  | 2  | +4 | 7 |
| Norvégia (NOR)         | 3 | 2  | 0 | 1 | 5  | 4  | +1 | 6 |
| Kína (CHN)             | 3 | 1  | 1 | 1 | 5  | 4  | +1 | 4 |
| Nigéria (NGR)          | 3 | 0  | 0 | 3 | 3  | 9  | –6 | 0 |

| 2000. szeptember 14. 17:30 |

| Kína (CHN)            | 3–1               | Nigéria (NGR)          |
| --------------------- | ----------------- | ---------------------- |
| Zhao 12' Szun 57' 83' | (1–0) Jegyzőkönyv | Nkwocha 85' (11-esből) |

| Bruce Stadium, Canberra Nézőszám: 16 000 Játékvezető: Martha Toro (kolumbiai) |

| 2000. szeptember 17. 17:30 |

| Egyesült Államok (USA) | 1–1               | Kína (CHN) |
| ---------------------- | ----------------- | ---------- |
| Foudy 38'              | (1–0) Jegyzőkönyv | Szun 67'   |

| Melbourne Cricket Ground, Melbourne Nézőszám: 32 500 Játékvezető: Nicole Petignat (svájci) |

| 2000. szeptember 20. 17:30 |

| Norvégia (NOR)             | 2–1               | Kína (CHN)          |
| -------------------------- | ----------------- | ------------------- |
| Pettersen 55' Haugenes 78' | (0–0) Jegyzőkönyv | Szun 75' (11-esből) |

| Bruce Stadium, Canberra Nézőszám: 11 532 Játékvezető: Sonia Denoncourt (kanadai) |

| Csapat     | Helyezés |
| ---------- | -------- |
| Kína (CHN) | 5.       |

## Műugrás
Férfi
| Versenyző                                | Versenyszám          | Selejtező | Selejtező | Elődöntő | Elődöntő | Döntő  | Döntő    |
| Versenyző                                | Versenyszám          | Pont      | Helyezés  | Pont     | Helyezés | Pont   | Helyezés |
| ---------------------------------------- | -------------------- | --------- | --------- | -------- | -------- | ------ | -------- |
| Xiong Ni                                 | Egyéni műugrás       | 457,38    | 1.        | 687,78   | 1.       | 708,72 |          |
| Xiao Hailiang                            | Egyéni műugrás       | 419,91    | 5.        | 655,83   | 5.       | 671,04 | 4.       |
| Tien Liang (Tian Liang)                  | Egyéni toronyugrás   | 503,16    | 1.        | 704,61   | 1.       | 724,53 |          |
| Hu Csia (Hu Jia)                         | Egyéni toronyugrás   | 485,43    | 2.        | 692,04   | 2.       | 713,55 |          |
| Xiao Hailiang Xiong Ni                   | Szinkron műugrás     |           |           |          |          | 365,58 |          |
| Tien Liang (Tian Liang) Hu Csia (Hu Jia) | Szinkron toronyugrás |           |           |          |          | 358,74 |          |

Női
| Versenyző                                 | Versenyszám          | Selejtező | Selejtező | Elődöntő | Elődöntő | Döntő  | Döntő    |
| Versenyző                                 | Versenyszám          | Pont      | Helyezés  | Pont     | Helyezés | Pont   | Helyezés |
| ----------------------------------------- | -------------------- | --------- | --------- | -------- | -------- | ------ | -------- |
| Fu Mingxia                                | Egyéni műugrás       | 342,75    | 1.        | 585,57   | 1.       | 609,42 |          |
| Kuo Csing-csing (Guo Jingjing)            | Egyéni műugrás       | 332,67    | 2.        | 583,89   | 2.       | 597,81 |          |
| Li Na                                     | Egyéni toronyugrás   | 366,66    | 2.        | 562,89   | 2.       | 542,01 |          |
| Sang Xue                                  | Egyéni toronyugrás   | 374,79    | 1.        | 570,90   | 1.       | 513,03 | 4.       |
| Kuo Csing-csing (Guo Jingjing) Fu Mingxia | Szinkron műugrás     |           |           |          |          | 321,60 |          |
| Li Na Sang Xue                            | Szinkron toronyugrás |           |           |          |          | 345,12 |          |

## Ökölvívás
| Versenyző       | Versenyszám | Selejtező                     | Nyolcaddöntő      | Negyeddöntő       | Elődöntő          | Döntő             | Helyezés |
| Versenyző       | Versenyszám | Ellenfél Eredmény             | Ellenfél Eredmény | Ellenfél Eredmény | Ellenfél Eredmény | Ellenfél Eredmény | Helyezés |
| --------------- | ----------- | ----------------------------- | ----------------- | ----------------- | ----------------- | ----------------- | -------- |
| Yang Xiangzhong | Légsúly     | Bogdan Dobrescu (ROU) · 3-12  | kiesett           | kiesett           | kiesett           | kiesett           | 17.      |
| Mai Kangde      | Harmatsúly  | Agasi Ağagüloğlu (TUR) · 4-17 | kiesett           | kiesett           | kiesett           | kiesett           | 17.      |
| Abudoureheman   | Középsúly   | Paweł Kakietek (POL) · 3-18   | kiesett           | kiesett           | kiesett           | kiesett           | 17.      |

## Öttusa
| Versenyző                     | Versenyszám | Lövészet | Lövészet | Lövészet | Vívás    | Vívás | Vívás  | Úszás   | Úszás | Úszás | Lovaglás      | Lovaglás      | Lovaglás      | Lovaglás      | Futás    | Futás | Futás | Összesen    | Összesen |
| Versenyző                     | Versenyszám | Pontszám | Pont     | Hely.    | Eredmény | Pont  | Hely.  | Idő     | Pont  | Hely. | Idő           | Hibapont      | Pont          | Hely.         | Idő      | Pont  | Hely. | Összes pont | Helyezés |
| ----------------------------- | ----------- | -------- | -------- | -------- | -------- | ----- | ------ | ------- | ----- | ----- | ------------- | ------------- | ------------- | ------------- | -------- | ----- | ----- | ----------- | -------- |
| Csien Csen-hua (Qian Zhenhua) | Férfi       | 179      | 884      | 24.**    | 11-13    | 800   | 13.*** | 2:05,05 | 1250  | 5.    | nem ért célba | nem ért célba | nem ért célba | nem ért célba | 10:24,99 | 902   | 23.   | 3836        | 24.      |
| Wang Jinlin                   | Női         | 174      | 1024     | 13.*     | 10-14    | 760   | 18.**  | 2:29,51 | 1105  | 22.   | 1:32,23       | 240           | 779           | 19.           | 12:04,76 | 822   | 19.   | 4490        | 20.      |

* - egy másik versenyzővel azonos eredményt ért el

** - két másik versenyzővel azonos eredményt ért el

*** - három másik versenyzővel azonos eredményt ért el

## Röplabda

### Női
| Kínai női röplabdacsapat-játékoskeret                                                           | Kínai női röplabdacsapat-játékoskeret                                                       |
| ----------------------------------------------------------------------------------------------- | ------------------------------------------------------------------------------------------- |
| - Csen Csing (Chen Jing) - Gui Chaoran - He Qi - Li San (Li Shan) - Li Jen (Li Yan) - Qiu Aihua | - Szun Jüe (Sun Yue) - Vang Li-na (Wang Lina) - Wu Dan - Wu Yongmei - Yin Yin - Zhu Yunying |

#### Eredmények
Csoportkör
|                        |      | Mérkőzések | Mérkőzések | Szettek | Szettek | Szettek | Pontok | Pontok | Pontok |
| Csapat                 | Pont | Gy         | V          | Sz+     | Sz–     | SzA     | P+     | P–     | PA     |
| ---------------------- | ---- | ---------- | ---------- | ------- | ------- | ------- | ------ | ------ | ------ |
| Brazília (BRA)         | 10   | 5          | 0          | 15      | 1       | 15,000  | 395    | 272    | 1,452  |
| Egyesült Államok (USA) | 9    | 4          | 1          | 13      | 4       | 3,250   | 392    | 306    | 1,281  |
| Horvátország (CRO)     | 8    | 3          | 2          | 9       | 9       | 1,000   | 411    | 389    | 1,057  |
| Kína (CHN)             | 7    | 2          | 3          | 8       | 9       | 0,889   | 371    | 365    | 1,016  |
| Ausztrália (AUS)       | 6    | 1          | 4          | 4       | 13      | 0,308   | 303    | 408    | 0,743  |
| Kenya (KEN)            | 5    | 0          | 5          | 2       | 15      | 0,133   | 280    | 412    | 0,680  |

| 2000. szeptember 16. 21:10 | Kína (CHN)                   | 1–3 | Egyesült Államok (USA) | Nézőszám: 8250 Játékvezető: Klaus Fezer (GER), Hóbor Béla (HUN) |
| 2000. szeptember 16. 21:10 | (25–19, 21–25, 12–25, 24–26) |     |                        | Nézőszám: 8250 Játékvezető: Klaus Fezer (GER), Hóbor Béla (HUN) |

| 2000. szeptember 18. 12:00 | Kína (CHN)                   | 1–3 | Horvátország (CRO) | Nézőszám: 3266 Játékvezető: Jose Ramon Perez Vento (CUB), Klaus Fezer (GER) |
| 2000. szeptember 18. 12:00 | (25–23, 28–26, 20–25, 15–25) |     |                    | Nézőszám: 3266 Játékvezető: Jose Ramon Perez Vento (CUB), Klaus Fezer (GER) |

| 2000. szeptember 20. 18:30 | Brazília (BRA)        | 3–0 | Kína (CHN) | Nézőszám: 8437 Játékvezető: Paolo Porcari (ITA), Jarmo Tapio Salonen (FIN) |
| 2000. szeptember 20. 18:30 | (25–21, 25–21, 25–18) |     |            | Nézőszám: 8437 Játékvezető: Paolo Porcari (ITA), Jarmo Tapio Salonen (FIN) |

| 2000. szeptember 22. 10:00 | Kína (CHN)            | 3–0 | Kenya (KEN) | Nézőszám: 4001 Játékvezető: Themistoklis Kalpaktsoglou (GRE), Songsak Chareonpong (THA) |
| 2000. szeptember 22. 10:00 | (25–15, 25–14, 25–18) |     |             | Nézőszám: 4001 Játékvezető: Themistoklis Kalpaktsoglou (GRE), Songsak Chareonpong (THA) |

| 2000. szeptember 24. 18:30 | Ausztrália (AUS)      | 0–3 | Kína (CHN) | Nézőszám: 8176 Játékvezető: Jose Ramon Perez Vento (CUB), Klaus Fezer (GER) |
| 2000. szeptember 24. 18:30 | (18–25, 14–25, 15–25) |     |            | Nézőszám: 8176 Játékvezető: Jose Ramon Perez Vento (CUB), Klaus Fezer (GER) |

Negyeddöntő
| 2000. szeptember 26. 14:30 | Kína (CHN)            | 0–3 | Oroszország (RUS) | Nézőszám: 6358 Játékvezető: Josebel Palmeirim (BRA), Fernando Nava (MEX) |
| 2000. szeptember 26. 14:30 | (25–27, 23–25, 26–28) |     |                   | Nézőszám: 6358 Játékvezető: Josebel Palmeirim (BRA), Fernando Nava (MEX) |

Az 5–8. helyért
| 2000. szeptember 27. 12:20 | Dél-Korea (KOR)              | 1–3 | Kína (CHN) | Nézőszám: 4572 Játékvezető: Marian Stamate (ROM), Klaus Fezer (GER) |
| 2000. szeptember 27. 12:20 | (25–23, 14–25, 23–25, 19–25) |     |            | Nézőszám: 4572 Játékvezető: Marian Stamate (ROM), Klaus Fezer (GER) |

Az 5. helyért
| 2000. szeptember 28. 14:40 | Németország (GER)            | 1–3 | Kína (CHN) | Nézőszám: 5504 Játékvezető: Fernando Nava (MEX), David Smith (AUS) |
| 2000. szeptember 28. 14:40 | (19–25, 19–25, 25–22, 18–25) |     |            | Nézőszám: 5504 Játékvezető: Fernando Nava (MEX), David Smith (AUS) |

| Csapat     | Helyezés |
| ---------- | -------- |
| Kína (CHN) | 5.       |

### Strandröplabda

#### Női
| Versenyző                          | 1. forduló                                                       | Reményág                                                              | Reményág                                                       | Nyolcaddöntő                                             | Negyeddöntő       | Elődöntő          | Döntő             | Helyezés |
| Versenyző                          | 1. forduló                                                       | 1. forduló                                                            | 2. forduló                                                     | Nyolcaddöntő                                             | Negyeddöntő       | Elődöntő          | Döntő             | Helyezés |
| Versenyző                          | Ellenfél Eredmény                                                | Ellenfél Eredmény                                                     | Ellenfél Eredmény                                              | Ellenfél Eredmény                                        | Ellenfél Eredmény | Ellenfél Eredmény | Ellenfél Eredmény | Helyezés |
| ---------------------------------- | ---------------------------------------------------------------- | --------------------------------------------------------------------- | -------------------------------------------------------------- | -------------------------------------------------------- | ----------------- | ----------------- | ----------------- | -------- |
| Xiong Zi Chi Rong                  | Portugália (POR) · Cristina Pereira · Maria Jose Schuller · 5-15 | Mexikó (MEX) · Teresa Galindo · Hilda Gaxiola · 16-14                 | Olaszország (ITA) · Daniela Gattelli · Lucilla Perrotta · 9-15 | Ausztrália (AUS) · Natalie Cook · Kerri Pottharst · 2-15 | kiesett           | kiesett           | kiesett           | 9.       |
| Zhang Jingkun Tien Csia (Tian Jia) | Németország (GER) · Ulrike Schmidt · Gudi Staub · 15-17          | Kuba (CUB) · Dalixia Fernandez Grasset · Tamara Larrea Peraza · 12-15 |                                                                | kiesett                                                  | kiesett           | kiesett           | kiesett           | 19.      |

## Softball
| Kínai női softballcsapat-játékoskeret | Kínai női softballcsapat-játékoskeret                                                                            |
| --- | --- |
| - Xu Jian - Jü Jen-hung (Yu Yanhong) - Zhang Chunfang - Teng Hsziao-ling (Deng Xiaoling) - Zhou Yan - Yan Fang - Wang Ying (Vang Jing) - Qiu Haitao | - An Zhongxin - Mu Hszia (Mu Xia) - Vej Csiang (Wei Qiang) - Wang Lihong - Zhang Yanqing - Qin Xuejing - Tao Hua |

### Eredmények
Csoportkör
| Csapat           | M | Gy | V | P+ | P– | Pk  |
| ---------------- | - | -- | - | -- | -- | --- |
| Japán            | 7 | 7  | 0 | 18 | 7  | +11 |
| Ausztrália       | 7 | 6  | 1 | 22 | 5  | +17 |
| Kína             | 7 | 5  | 2 | 26 | 4  | +22 |
| Egyesült Államok | 7 | 4  | 3 | 19 | 6  | +13 |
| Olaszország      | 7 | 2  | 5 | 3  | 27 | –24 |
| Új-Zéland        | 7 | 2  | 5 | 12 | 22 | –10 |
| Kuba             | 7 | 1  | 6 | 6  | 30 | –24 |
| Kanada           | 7 | 1  | 6 | 13 | 18 | –5  |

| 2000. szeptember 17. 13:00 |  | Olaszország (ITA) | 0–5 | Kína |  |  |
| 2000. szeptember 17. 13:00 |  |                   |     |      |  |  |

| 2000. szeptember 18. 10:30 |  | Kína (CHN) | 1–3 | Japán |  |  |
| 2000. szeptember 18. 10:30 |  |            |     |       |  |  |

| 2000. szeptember 19. 17:30 |  | Új-Zéland (NZL) | 0–10 | Kína |  |  |
| 2000. szeptember 19. 17:30 |  |                 |      |      |  |  |

| 2000. szeptember 20. 20:00 |  | Kína (CHN) | 2–0 | Egyesült Államok |  |  |
| 2000. szeptember 20. 20:00 |  |            |     |                  |  |  |

| 2000. szeptember 21. 17:30 |  | Kuba (CUB) | 0–7 | Kína |  |  |
| 2000. szeptember 21. 17:30 |  |            |     |      |  |  |

| 2000. szeptember 22. 17:30 |  | Kína (CHN) | 0–1 | Ausztrália |  |  |
| 2000. szeptember 22. 17:30 |  |            |     |            |  |  |

| 2000. szeptember 23. 13:00 |  | Kína (CHN) | 1–0 | Kanada |  |  |
| 2000. szeptember 23. 13:00 |  |            |     |        |  |  |

Elődöntő
| 2000. szeptember 25. 12:00 |  | Kína (CHN) | 0–3 | Egyesült Államok |  |  |
| 2000. szeptember 25. 12:00 |  |            |     |                  |  |  |

| Csapat     | Helyezés |
| ---------- | -------- |
| Kína (CHN) | 4.       |

## Sportlövészet
Férfi
| Versenyző                      | Versenyszám           | Selejtező | Selejtező | Döntő   | Döntő    |
| Versenyző                      | Versenyszám           | Pont      | Helyezés  | Pont    | Helyezés |
| ------------------------------ | --------------------- | --------- | --------- | ------- | -------- |
| Tan Cung-liang (Tan Zongliang) | Légpisztoly           | 578       | 11.***    | kiesett | kiesett  |
| Vang Ji-fu (Wang Yifu)         | Légpisztoly           | 590       | 1.*       | 686,9   |          |
| Vang Ji-fu (Wang Yifu)         | Szabadpisztoly        | 563       | 6.        | 659,0   | 6.       |
| Hszü Tan (Xu Dan)              | Szabadpisztoly        | 558       | 14.*      | kiesett | kiesett  |
| Cai Yalin                      | Légpuska              | 594       | 1.        | 696,4   |          |
| Cai Yalin                      | Sportpuska, összetett | 1143      | 38.       | kiesett | kiesett  |
| Ning Lijia                     | Sportpuska, összetett | 1155      | 31.       | kiesett | kiesett  |
| Ning Lijia                     | Sportpuska, fekvő     | 594       | 13.*****  | kiesett | kiesett  |
| Yang Ling                      | Futócéllövészet       | 581       | 1.        | 681,1   |          |
| Niu Zhiyuan                    | Futócéllövészet       | 578       | 3.        | 677,4   |          |
| Zhang Yongjie                  | Trap                  | 114       | 9.***     | kiesett | kiesett  |
| Li Bo                          | Dupla trap            | 128       | 19.       | kiesett | kiesett  |
| Csin Ti (Jin Di)               | Skeet                 | 113       | 46.       | kiesett | kiesett  |

Női
| Versenyző                    | Versenyszám           | Selejtező | Selejtező | Döntő   | Döntő    |
| Versenyző                    | Versenyszám           | Pont      | Helyezés  | Pont    | Helyezés |
| ---------------------------- | --------------------- | --------- | --------- | ------- | -------- |
| Zsen Csie (Ren Jie)          | Légpisztoly           | 379       | 16.****   | kiesett | kiesett  |
| Tao Lu-na (Tao Luna)         | Légpisztoly           | 390       | 1.        | 488,2   |          |
| Tao Lu-na (Tao Luna)         | Sportpisztoly         | 590       | 1.        | 689,8   |          |
| Cai Yeqing                   | Sportpisztoly         | 582       | 6.        | 678,8   | 8.       |
| Cao Jing (Cao Ying)          | Sportpisztoly         | 575       | 20.***    | kiesett | kiesett  |
| Gao Jing                     | Légpuska              | 394       | 6.**      | 497,2   |          |
| Csao Jing-huj (Zhao Yinghui) | Légpuska              | 393       | 9.*****   | kiesett | kiesett  |
| Shan Hong                    | Sportpuska, összetett | 580       | 7.*       | 676,9   | 5.       |
| Wang Xian                    | Sportpuska, összetett | 576       | 16.       | kiesett | kiesett  |
| Kao O                        | Trap                  | 68        | 2.        | 90      |          |
| Kao O                        | Dupla trap            | 98        | 9.**      | kiesett | kiesett  |
| Zhang Yafei                  | Dupla trap            | 98        | 8.        | kiesett | kiesett  |
| Zhang Shan                   | Skeet                 | 69        | 8.        | kiesett | kiesett  |

* - egy másik versenyzővel azonos eredményt ért el

** - két másik versenyzővel azonos eredményt ért el

*** - három másik versenyzővel azonos eredményt ért el

**** - négy másik versenyzővel azonos eredményt ért el

***** - öt másik versenyzővel azonos eredményt ért el

## Súlyemelés
Férfi
| Versenyző                                | Versenyszám | Szakítás | Szakítás | Lökés                    | Lökés                    | Összesen | Helyezés |
| Versenyző                                | Versenyszám | Eredmény | Helyezés | Eredmény                 | Helyezés                 | Összesen | Helyezés |
| ---------------------------------------- | ----------- | -------- | -------- | ------------------------ | ------------------------ | -------- | -------- |
| Wu Wenxiong                              | 56 kg       | 125,0    | 2.*      | 162,5                    | 2.*                      | 287,5    |          |
| Csang Hsziang-hsziang (Zhang Xiangxiang) | 56 kg       | 125,0    | 2.*      | 162,5                    | 2.*                      | 287,5    |          |
| Lö Mao-seng (Le Maosheng)                | 62 kg       | 140,0    | 4.*      | 175,0                    | 1.*                      | 315,0    | 4.       |
| Csang Kuo-cseng (Zhang Guozheng)         | 69 kg       | 152,5    | 4.       | 185,0                    | 5.*                      | 337,5    | 4.       |
| Wan Jianhui                              | 69 kg       | 147,5    | 6.*      | érvényes kísérlet nélkül | érvényes kísérlet nélkül | kiesett  | kiesett  |
| Csan Hszü-kang (Zhan Xugang)             | 77 kg       | 160,0    | 6.*      | 207,5                    | 1.                       | 367,5    |          |

Női
| Versenyző    | Versenyszám | Szakítás | Szakítás | Lökés    | Lökés    | Összesen | Helyezés |
| Versenyző    | Versenyszám | Eredmény | Helyezés | Eredmény | Helyezés | Összesen | Helyezés |
| ------------ | ----------- | -------- | -------- | -------- | -------- | -------- | -------- |
| Yang Xia     | 53 kg       | 100,0    | 1.       | 125,0    | 1.       | 225,0    |          |
| Chen Xiaomin | 63 kg       | 112,5    | 1.       | 130,0    | 1.       | 242,5    |          |
| Lin Weining  | 69 kg       | 110,0    | 2.*      | 132,5    | 1.*      | 242,5    |          |
| Ding Meiyuan | +75 kg      | 135,0    | 1.       | 165,0    | 1.       | 300,0    |          |

* - egy másik versenyzővel azonos eredményt ért el

## Szinkronúszás
| Versenyző | Versenyszám | Selejtező           | Selejtező           | Selejtező        | Selejtező        | Selejtező  | Selejtező  | Döntő               | Döntő               | Döntő            | Döntő            | Döntő      | Döntő      |
| Versenyző | Versenyszám | Technikai gyakorlat | Technikai gyakorlat | Szabad gyakorlat | Szabad gyakorlat | Összesítés | Összesítés | Technikai gyakorlat | Technikai gyakorlat | Szabad gyakorlat | Szabad gyakorlat | Összesítés | Összesítés |
| Versenyző | Versenyszám | Pont                | Hely.               | Pont             | Hely.            | Pont       | Hely.      | Pont                | Hely.               | Pont             | Hely.            | Pont       | Hely.      |
| --- | ----------- | ------------------- | ------------------- | ---------------- | ---------------- | ---------- | ---------- | ------------------- | ------------------- | ---------------- | ---------------- | ---------- | ---------- |
| Li Min Li Yuanyuan | Páros       | 95,000              | 6.                  | 94,800           | 7.               | 94,870     | 7.         | 95,000              | 6.                  | 94,667           | 7.               | 94,784     | 7.         |
| Hou Jing-li (Hou Yingli) Jin Na Li Min Li Rouping Li Yuanyuan Wang Fang Xia Ye Csang Hsziao-huan (Zhang Xiaohuan) Li Csen (Li Zhen) | Csapat      |                     |                     |                  |                  |            |            | 94,333              | 6.                  | 94,733           | 7.               | 94,593     | 7.         |

## Taekwondo
Férfi
| Versenyző | Versenyszám | Selejtező                 | Negyeddöntő       | Elődöntő          | Vigaszág negyeddöntő | Vigaszág elődöntő | Bronz- mérkőzés   | Döntő             | Helyezés |
| Versenyző | Versenyszám | Ellenfél Eredmény         | Ellenfél Eredmény | Ellenfél Eredmény | Ellenfél Eredmény    | Ellenfél Eredmény | Ellenfél Eredmény | Ellenfél Eredmény | Helyezés |
| --------- | ----------- | ------------------------- | ----------------- | ----------------- | -------------------- | ----------------- | ----------------- | ----------------- | -------- |
| Zhu Feng  | Nehézsúly   | Milton Castro (COL) · 5-6 | kiesett           | kiesett           |                      |                   |                   |                   | 11.      |

Női
| Versenyző  | Versenyszám | Selejtező               | Negyeddöntő                   | Elődöntő                    | Vigaszág negyeddöntő | Vigaszág elődöntő | Bronz- mérkőzés   | Döntő                       | Helyezés |
| Versenyző  | Versenyszám | Ellenfél Eredmény       | Ellenfél Eredmény             | Ellenfél Eredmény           | Ellenfél Eredmény    | Ellenfél Eredmény | Ellenfél Eredmény | Ellenfél Eredmény           | Helyezés |
| ---------- | ----------- | ----------------------- | ----------------------------- | --------------------------- | -------------------- | ----------------- | ----------------- | --------------------------- | -------- |
| He Lumin   | Váltósúly   | erőnyerő                | Sarah Stevenson (GBR) · 5-6   | kiesett                     |                      |                   |                   |                             | 7.       |
| Chen Zhong | Nehézsúly   | Tanya White (AUS) · 6-0 | Mounia Bourguigue (MAR) · 5-3 | Adriana Carmona (VEN) · 8-6 |                      |                   |                   | Natalja Ivanova (RUS) · 8-4 |          |

## Tenisz
Női
| Versenyző     | Versenyszám | 64-es főtábla                                            | 32-es főtábla     | Nyolcaddöntő      | Negyeddöntő       | Elődöntő          | Bronz- mérkőzés   | Döntő             | Helyezés |
| Versenyző     | Versenyszám | Ellenfél Eredmény                                        | Ellenfél Eredmény | Ellenfél Eredmény | Ellenfél Eredmény | Ellenfél Eredmény | Ellenfél Eredmény | Ellenfél Eredmény | Helyezés |
| ------------- | ----------- | -------------------------------------------------------- | ----------------- | ----------------- | ----------------- | ----------------- | ----------------- | ----------------- | -------- |
| Li Na         | Egyes       | Arantxa Sánchez Vicario (ESP) · 1–6, 5–7                 | kiesett           | kiesett           | kiesett           | kiesett           | kiesett           | kiesett           | 33.      |
| Yi Jingqian   | Egyes       | Dája Bedáňová (CZE) · 2–6, 7–6, 3–6                      | kiesett           | kiesett           | kiesett           | kiesett           | kiesett           | kiesett           | 33.      |
| Li Na Li Ting | Páros       | Brazília (BRA) · Joana Cortez · Vanessa Menga · 4–6, 2–6 |                   | kiesett           | kiesett           | kiesett           | kiesett           | kiesett           | 17.      |

## Tollaslabda
| Versenyző                                    | Versenyszám | Selejtező         | 32-es főtábla                                                                 | Nyolcaddöntő                                                                   | Negyeddöntő                                                                | Elődöntő                                                    | Döntő                                                                      | Helyezés |
| Versenyző                                    | Versenyszám | Ellenfél Eredmény | Ellenfél Eredmény                                                             | Ellenfél Eredmény                                                              | Ellenfél Eredmény                                                          | Ellenfél Eredmény                                           | Ellenfél Eredmény                                                          | Helyezés |
| -------------------------------------------- | ----------- | ----------------- | ----------------------------------------------------------------------------- | ------------------------------------------------------------------------------ | -------------------------------------------------------------------------- | ----------------------------------------------------------- | -------------------------------------------------------------------------- | -------- |
| Ji Xinpeng                                   | Férfi egyes | erőnyerő          | Ng Wei (HKG) · 7–15, 15–4, 15–11                                              | Kevin Han (USA) · 15–3, 15–6                                                   | Taufik Hidayat (INA) · 15–12, 15–5                                         | Peter Gade (DEN) · 15–9, 1–15, 15–9                         | Hendrawan (INA) · 15–4, 15–13                                              |          |
| Xia Xuanze                                   | Férfi egyes | erőnyerő          | Maszuda Keita (JPN) · 15–4, 12–15, 15–8                                       | Svetoslav Stoyanov (BUL) · 15–11, 15–2                                         | Wong Choong Hann (MAS) · 17–15, 15–11                                      | Hendrawan (INA) · 12–15, 4–15                               | Bronzmérkőzés · Peter Gade (DEN) · 15–13, 15–5                             |          |
| Sun Jun                                      | Férfi egyes | erőnyerő          | Poul-Erik Høyer Larsen (DEN) · 15–3, 16–17, 15–10                             | Richard Vaughan (GBR) · 15–10, 15–8                                            | Hendrawan (INA) · 13–15, 5–15                                              | kiesett                                                     | kiesett                                                                    | 5.       |
| Csen Csi-csiu (Chen Qiqiu) Yu Jinhao         | Férfi páros |                   | Malajzia (MAS) · Helene Kirkegaard · Rikke Olsen · 15–4, 16–17, 10–15         | kiesett                                                                        | kiesett                                                                    | kiesett                                                     | kiesett                                                                    | 17.      |
| Csang Csün (Zhang Jun) Csang Vej (Zhang Wei) | Férfi páros |                   | Kanada (CAN) · Brent Olynyk · Bryan Moody · mérkőzés nélkül                   | kiesett                                                                        | kiesett                                                                    | kiesett                                                     | kiesett                                                                    | 17.      |
| Gong Zhichao                                 | Női egyes   | erőnyerő          | Ling Wan Ting (HKG) · 11–4, 11–3                                              | Lidya Djaelawijaya (INA) · 11–9, 11–3                                          | Mizui Jaszuko (JPN) · 11–6, 11–3                                           | Ye Zhaoying (CHN) · 11–8, 11–8                              | Camilla Martin (DEN) · 13–10, 11–3                                         |          |
| Ye Zhaoying                                  | Női egyes   | erőnyerő          | Judith Meulendijks (NED) · 11–3, 9–11, 11–7                                   | Mette Sørensen (DEN) · 11–4, 11–6                                              | Huang Chia-Chi (TPE) · 11–3, 11–4                                          | Gong Zhichao (CHN) · 8–11, 8–11                             | Bronzmérkőzés · Dai Yun (CHN) · 8–11, 11–2, 11–6                           |          |
| Dai Yun                                      | Női egyes   | erőnyerő          | Ella Karacskova (RUS) · 11–3, 11–5                                            | Jonekura Kanako (JPN) · 11–2, 11–5                                             | Kim Dzsihjon (KOR) · 11–3, 11–4                                            | Camilla Martin (DEN) · 5–11, 0–11                           | Bronzmérkőzés · Ye Zhaoying (CHN) · 11–8, 2–11, 6–11                       | 4.       |
| Ge Fei Gu Jun                                | Női páros   |                   | erőnyerő                                                                      | Dél-Korea (KOR) · I Hjodzsong · Im Kjongdzsin · 15–3, 15–5                     | Indonézia (INA) · Cynthia Tuwankotta · Eti Lesmina Tantra · 15–3, 15–5     | Kína (CHN) · Kao Ling (Gao Ling) · Qin Yiyuan · 15–7, 15–12 | Kína (CHN) · Huang Nanyan · Jang Vej (Yang Wei) · 15–5, 15–5               |          |
| Huang Nanyan Jang Vej (Yang Wei)             | Női páros   |                   | erőnyerő                                                                      | Thaiföld (THA) · Saralee Thungthongkam · Sujitra Ekmongkolpaisarn · 15–1, 15–4 | Hollandia (NED) · Lotte Bruil-Jonathans · Nicole van Hooren · 15–10, 15–12 | Dél-Korea (KOR) · Csong Dzsehi · Na Kjongmin · 15–6, 15–11  | Kína (CHN) · Ge Fei · Gu Jun · 5–15, 5–15                                  |          |
| Kao Ling (Gao Ling) Qin Yiyuan               | Női páros   |                   | Bulgária (BUL) · Diana Koleva-Cvetanova · Neli Negyalkova-Boteva · 15–1, 15–9 | Japán (JPN) · Macuda Haruko · Ivata Josiko · 15–5, 15–5                        | Nagy-Britannia (GBR) · Donna Kellogg · Joanne Wright-Goode · 15–2, 15–7    | Kína (CHN) · Ge Fei · Gu Jun · 7–15, 12–15                  | Bronzmérkőzés · Dél-Korea (KOR) · Csong Dzsehi · Na Kjongmin · 15–10, 15–4 |          |

Vegyes
| Versenyző                                  | Versenyszám  | Selejtező                                                                  | Nyolcaddöntő                                                       | Negyeddöntő                                               | Elődöntő                                                         | Döntő                                                                  | Helyezés |
| Versenyző                                  | Versenyszám  | Ellenfél Eredmény                                                          | Ellenfél Eredmény                                                  | Ellenfél Eredmény                                         | Ellenfél Eredmény                                                | Ellenfél Eredmény                                                      | Helyezés |
| ------------------------------------------ | ------------ | -------------------------------------------------------------------------- | ------------------------------------------------------------------ | --------------------------------------------------------- | ---------------------------------------------------------------- | ---------------------------------------------------------------------- | -------- |
| Kao Ling (Gao Ling) Csang Csün (Zhang Jun) | Vegyes páros | Németország (GER) · Karen Stechmann · Björn Siegemund · 10–15, 15–7, 15–10 | Svédország (SWE) · Jenny Karlsson · Fredrik Bergström · 15–6, 15–7 | Dél-Korea (KOR) · Na Kjongmin · Kim Dongmun · 15–11, 15–1 | Dánia (DEN) · Rikke Olsen · Michael Søgaard · 10–15, 15–6, 17–16 | Indonézia (INA) · Minarti Timur · Trikus Haryanto · 1–15, 15–13, 15–11 |          |
| Chen Lin Csen Csi-csiu (Chen Qiqiu)        | Vegyes páros | Ausztrália (AUS) · Kellie Lucas · Rio Suryana · 15–0, 15–3                 | Indonézia (INA) · Zelin Resiana · Bambang Supriyanto · 10–15, 3–15 | kiesett                                                   | kiesett                                                          | kiesett                                                                | 9.       |
| Ge Fei Liu Yong                            | Vegyes páros | erőnyerő                                                                   | Hollandia (NED) · Erica van den Heuvel · Chris Bruil · 15–17, 7–15 | kiesett                                                   | kiesett                                                          | kiesett                                                                | 9.       |

## Torna
Férfi
| Versenyző                                                                                     | Versenyszám      | Selejtező | Selejtező | Döntő    | Döntő    |
| Versenyző                                                                                     | Versenyszám      | Pontszám  | Helyezés  | Pontszám | Helyezés |
| --------------------------------------------------------------------------------------------- | ---------------- | --------- | --------- | -------- | -------- |
| Jang Vej (Yang Wei)                                                                           | Talaj            | 9,612     | 7.**      | 9,750    | 4.       |
| Jang Vej (Yang Wei)                                                                           | Ugrás            | 9,675     | 12.*      | kiesett  | kiesett  |
| Jang Vej (Yang Wei)                                                                           | Korlát           | 9,225     | 53.       | kiesett  | kiesett  |
| Jang Vej (Yang Wei)                                                                           | Nyújtó           | 9,600     | 33.**     | kiesett  | kiesett  |
| Jang Vej (Yang Wei)                                                                           | Gyűrű            | 9,650     | 7.*       | 9,712    | 4.       |
| Jang Vej (Yang Wei)                                                                           | Lólengés         | 9,687     | 17.*      | kiesett  | kiesett  |
| Jang Vej (Yang Wei)                                                                           | Egyéni összetett | 57,449    | 5.        | 58,361   |          |
| Zheng Lihui                                                                                   | Talaj            | 9,587     | 11.       | kiesett  | kiesett  |
| Zheng Lihui                                                                                   | Ugrás            | 9,512     | 32.*      | kiesett  | kiesett  |
| Zheng Lihui                                                                                   | Korlát           | 9,550     | 24.*      | kiesett  | kiesett  |
| Zheng Lihui                                                                                   | Nyújtó           | 9,412     | 52.*      | kiesett  | kiesett  |
| Zheng Lihui                                                                                   | Gyűrű            | 9,575     | 18.***    | kiesett  | kiesett  |
| Zheng Lihui                                                                                   | Lólengés         | 9,675     | 19.***    | kiesett  | kiesett  |
| Zheng Lihui                                                                                   | Egyéni összetett | 57,311    | 8.        | 57,474   | 9.       |
| Li Hsziao-peng (Li Xiaopeng)                                                                  | Talaj            | 9,725     | 2.        | 9,737    | 5.       |
| Li Hsziao-peng (Li Xiaopeng)                                                                  | Ugrás            | 9,225     | 56.*      | kiesett  | kiesett  |
| Li Hsziao-peng (Li Xiaopeng)                                                                  | Korlát           | 9,762     | 3.        | 9,825    |          |
| Li Hsziao-peng (Li Xiaopeng)                                                                  | Nyújtó           | 9,650     | 25.**     | kiesett  | kiesett  |
| Li Hsziao-peng (Li Xiaopeng)                                                                  | Gyűrű            | 9,600     | 14.***    | kiesett  | kiesett  |
| Li Hsziao-peng (Li Xiaopeng)                                                                  | Egyéni összetett | 47,962    | 54.       | kiesett  | kiesett  |
| Xing Aowei                                                                                    | Talaj            | 9,500     | 15.       | kiesett  | kiesett  |
| Xing Aowei                                                                                    | Ugrás            | 9,237     | 55.       | kiesett  | kiesett  |
| Xing Aowei                                                                                    | Korlát           | 9,575     | 19.***    | kiesett  | kiesett  |
| Xing Aowei                                                                                    | Nyújtó           | 9,537     | 44.*      | kiesett  | kiesett  |
| Xing Aowei                                                                                    | Lólengés         | 9,725     | 10.*      | kiesett  | kiesett  |
| Xing Aowei                                                                                    | Egyéni összetett | 47,574    | 55.       | kiesett  | kiesett  |
| Huang Xu                                                                                      | Korlát           | 9,675     | 5.**      | 9,650    | 7.       |
| Huang Xu                                                                                      | Nyújtó           | 9,625     | 29.**     | kiesett  | kiesett  |
| Huang Xu                                                                                      | Gyűrű            | 9,012     | 66.       | kiesett  | kiesett  |
| Huang Xu                                                                                      | Lólengés         | 9,687     | 17.*      | kiesett  | kiesett  |
| Huang Xu                                                                                      | Egyéni összetett | 37,999    | 68.       | kiesett  | kiesett  |
| Xiao Junfeng                                                                                  | Talaj            | 9,475     | 16.**     | kiesett  | kiesett  |
| Xiao Junfeng                                                                                  | Ugrás            | 9,212     | 58.**     | kiesett  | kiesett  |
| Xiao Junfeng                                                                                  | Gyűrű            | 9,350     | 51.       | kiesett  | kiesett  |
| Xiao Junfeng                                                                                  | Lólengés         | 9,675     | 19.***    | kiesett  | kiesett  |
| Xiao Junfeng                                                                                  | Egyéni összetett | 37,712    | 70.       | kiesett  | kiesett  |
| Jang Vej (Yang Wei) Zheng Lihui Li Hsziao-peng (Li Xiaopeng) Xing Aowei Huang Xu Xiao Junfeng | Csapat összetett | 229,996   | 2.        | 231,919  |          |

Női
| Versenyző                                                          | Versenyszám      | Selejtező      | Selejtező      | Döntő    | Döntő    |
| Versenyző                                                          | Versenyszám      | Pontszám       | Helyezés       | Pontszám | Helyezés |
| ------------------------------------------------------------------ | ---------------- | -------------- | -------------- | -------- | -------- |
| Liu Xuan                                                           | Talaj            | 9,337          | 29.***         | kiesett  | kiesett  |
| Liu Xuan                                                           | Ugrás            | 8,893          | 73.            | kiesett  | kiesett  |
| Liu Xuan                                                           | Felemás korlát   | 9,650          | 19.**          | kiesett  | kiesett  |
| Liu Xuan                                                           | Gerenda          | 9,712          | 6.*            | 9,825    |          |
| Liu Xuan                                                           | Egyéni összetett | 37,592         | 20.            | 38,418   |          |
| Yang Yun                                                           | Talaj            | 9,650          | 7.             | 9,637    | 5.       |
| Yang Yun                                                           | Ugrás            | 9,299          | 32.            | kiesett  | kiesett  |
| Yang Yun                                                           | Felemás korlát   | 9,775          | 4.             | 9,787    |          |
| Yang Yun                                                           | Gerenda          | 9,700          | 8.             | kiesett  | kiesett  |
| Yang Yun                                                           | Egyéni összetett | 38,424         | 6.             | 38,305   | 5.       |
| Dong Fangxiao                                                      | Talaj            | kizárták       | kizárták       | kizárták | kizárták |
| Dong Fangxiao                                                      | Ugrás            | kizárták       | kizárták       | kizárták | kizárták |
| Dong Fangxiao                                                      | Felemás korlát   | kizárták       | kizárták       | kiesett  | kiesett  |
| Dong Fangxiao                                                      | Gerenda          | kizárták       | kizárták       | kiesett  | kiesett  |
| Dong Fangxiao                                                      | Egyéni összetett | kizárták       | kizárták       | kizárták | kizárták |
| Ling Jie                                                           | Ugrás            | 9,268          | 34.            | kiesett  | kiesett  |
| Ling Jie                                                           | Felemás korlát   | 9,812          | 2.             | 9,837    |          |
| Ling Jie                                                           | Gerenda          | 9,762          | 3.*            | 9,675    | 7.       |
| Ling Jie                                                           | Egyéni összetett | 28,842         | 64.            | kiesett  | kiesett  |
| Huang Mandan                                                       | Talaj            | 9,487          | 23.            | kiesett  | kiesett  |
| Huang Mandan                                                       | Felemás korlát   | 9,762          | 5.*            | kiesett  | kiesett  |
| Huang Mandan                                                       | Egyéni összetett | 19,249         | 79.            | kiesett  | kiesett  |
| Kui Yuanyuan                                                       | Talaj            | 9,550          | 18.*           | kiesett  | kiesett  |
| Kui Yuanyuan                                                       | Ugrás            | 9,381          | 22.            | kiesett  | kiesett  |
| Kui Yuanyuan                                                       | Gerenda          | nem fejezte be | nem fejezte be | kiesett  | kiesett  |
| Kui Yuanyuan                                                       | Egyéni összetett | 18,931         | 82.            | kiesett  | kiesett  |
| Yang Yun Dong Fangxiao Liu Xuan Ling Jie Huang Mandan Kui Yuanyuan | Csapat összetett | kizárták       | kizárták       | kizárták | kizárták |

* - egy másik versenyzővel azonos eredményt ért el

** - két másik versenyzővel azonos eredményt ért el

*** - három másik versenyzővel azonos eredményt ért el

### Ritmikus gimnasztika
| Versenyző     | Versenyszám | Selejtező | Selejtező | Selejtező | Selejtező | Selejtező | Selejtező | Selejtező | Selejtező | Selejtező | Selejtező | Döntő   | Döntő   | Döntő   | Döntő   | Döntő   | Döntő   | Döntő   | Döntő   | Döntő    | Döntő    |
| Versenyző     | Versenyszám | Kötél     | Kötél     | Karika    | Karika    | Labda     | Labda     | Szalag    | Szalag    | Összesen  | Összesen  | Kötél   | Kötél   | Karika  | Karika  | Labda   | Labda   | Szalag  | Szalag  | Összesen | Összesen |
| Versenyző     | Versenyszám | Pont      | Hely.     | Pont      | Hely.     | Pont      | Hely.     | Pont      | Hely.     | Pont      | Hely.     | Pont    | Hely.   | Pont    | Hely.   | Pont    | Hely.   | Pont    | Hely.   | Pont     | Hely.    |
| ------------- | ----------- | --------- | --------- | --------- | --------- | --------- | --------- | --------- | --------- | --------- | --------- | ------- | ------- | ------- | ------- | ------- | ------- | ------- | ------- | -------- | -------- |
| Zhou Xiaojing | Egyéni      | 9,550     | 18.       | 9,516     | 20.       | 9,575     | 17.*      | 9,237     | 22.       | 37,878    | 22.       | kiesett | kiesett | kiesett | kiesett | kiesett | kiesett | kiesett | kiesett | kiesett  | kiesett  |

* - egy másik versenyzővel azonos eredményt ért el

## Triatlon
| Versenyző | Versenyszám | 1,5 km úszás | Depózás 1 | 40 km kerékpározás | Depózás 2 | 10 km futás | Összesítés | Összesítés |
| Versenyző | Versenyszám | Idő          | Idő       | Idő                | Idő       | Idő         | Idő        | Helyezés   |
| --------- | ----------- | ------------ | --------- | ------------------ | --------- | ----------- | ---------- | ---------- |
| Wang Dan  | Női         | 20:24,58     | 26,20     | 1:08:20,90         | 31,30     | 39:06,12    | 2:08:49,10 | 32.        |
| Shi Meng  | Női         | 19:20,44     | 1:05,74   | 1:12:16,23         | 26,00     | 43:32,32    | 2:16:40,73 | 40.        |

## Úszás
Férfi
| Versenyző                                                  | Versenyszám            | Előfutam | Előfutam | Előfutam | Elődöntő | Elődöntő | Elődöntő | Döntő   | Döntő    |
| Versenyző                                                  | Versenyszám            | Idő      | Hely.    | Össz.    | Idő      | Hely.    | Össz.    | Idő     | Helyezés |
| ---------------------------------------------------------- | ---------------------- | -------- | -------- | -------- | -------- | -------- | -------- | ------- | -------- |
| Jiang Chengji                                              | 50 m gyors             | 22,82    | 1.       | 17.*     | kiesett  | kiesett  | kiesett  | kiesett | kiesett  |
| Fu Yong                                                    | 200 m hát              | 2:02,70  | 7.       | 26.      | kiesett  | kiesett  | kiesett  | kiesett | kiesett  |
| Zhu Yi                                                     | 100 m mell             | 1:03,20  | 8.       | 29.      | kiesett  | kiesett  | kiesett  | kiesett | kiesett  |
| Zhu Yi                                                     | 200 m mell             | 2:21,60  | 8.       | 38.      | kiesett  | kiesett  | kiesett  | kiesett | kiesett  |
| Oujang Kun-peng (Ouyang Kunpeng)                           | 100 m hát              | 57,47    | 7.       | 34.      | kiesett  | kiesett  | kiesett  | kiesett | kiesett  |
| Oujang Kun-peng (Ouyang Kunpeng)                           | 100 m pillangó         | 54,12    | 3.       | 20.      | kiesett  | kiesett  | kiesett  | kiesett | kiesett  |
| Xie Xufeng                                                 | 200 m pillangó         | 2:02,00  | 8.       | 33.      | kiesett  | kiesett  | kiesett  | kiesett | kiesett  |
| Xie Xufeng                                                 | 200 m vegyes           | 2:04,67  | 8.       | 25.      | kiesett  | kiesett  | kiesett  | kiesett | kiesett  |
| Xie Xufeng                                                 | 400 m vegyes           | 4:23,33  | 6.       | 21.      |          |          |          | kiesett | kiesett  |
| Jin Hao                                                    | 400 m vegyes           | 4:24,56  | 8.       | 25.      |          |          |          | kiesett | kiesett  |
| Jin Hao                                                    | 400 m gyors            | 3:57,32  | 2.       | 25.      |          |          |          | kiesett | kiesett  |
| Jin Hao                                                    | 1500 m gyors           | 15:48,49 | 7.       | 32.      |          |          |          | kiesett | kiesett  |
| Fu Yong Oujang Kun-peng (Ouyang Kunpeng) Xie Xufeng Zhu Yi | 4 × 100 m vegyes váltó | 3:47,37  | 6.       | 21.      |          |          |          | kiesett | kiesett  |

Női
| Versenyző                                             | Versenyszám            | Előfutam | Előfutam | Előfutam | Elődöntő | Elődöntő | Elődöntő | Döntő   | Döntő    |
| Versenyző                                             | Versenyszám            | Idő      | Hely.    | Össz.    | Idő      | Hely.    | Össz.    | Idő     | Helyezés |
| ----------------------------------------------------- | ---------------------- | -------- | -------- | -------- | -------- | -------- | -------- | ------- | -------- |
| Han Xue                                               | 50 m gyors             | 26,01    | 5.       | 21.      | kiesett  | kiesett  | kiesett  | kiesett | kiesett  |
| Han Xue                                               | 100 m gyors            | 56,72    | 6.       | 19.      | kiesett  | kiesett  | kiesett  | kiesett | kiesett  |
| Wang Luna                                             | 200 m gyors            | 2:00,89  | 5.       | 12.      | 1:59,97  | 4.       | 8.       | 1:59,55 | 8.       |
| Jang Jü (Yang Yu)                                     | 200 m gyors            | 2:01,34  | 6.       | 17.*     | kiesett  | kiesett  | kiesett  | kiesett | kiesett  |
| Csen Hua (Chen Hua)                                   | 400 m gyors            | 4:10,56  | 1.       | 5.       |          |          |          | 4:13,11 | 8.       |
| Csen Hua (Chen Hua)                                   | 800 m gyors            | 8:33,23  | 4.       | 8.       |          |          |          | 8:30,58 | 6.       |
| Han Xue Li Jin Sun Dan Jang Jü (Yang Yu)              | 4 × 100 m gyorsváltó   | 3:46,62  | 5.       | 9.       |          |          |          | kiesett | kiesett  |
| Chen Yan Sun Dan Wang Luna Jang Jü (Yang Yu)          | 4 × 200 m gyorsváltó   | 8:07,69  | 5.       | 9.       |          |          |          | kiesett | kiesett  |
| Lu Donghua                                            | 100 m hát              | 1:02,91  | 5.       | 15.      | 1:03,31  | 8.       | 8.       | kiesett | kiesett  |
| Csan Su (Zhan Shu)                                    | 100 m hát              | 1:02,19  | 1.       | 7.*      | 1:02,92  | 8.       | 16.      | kiesett | kiesett  |
| Csan Su (Zhan Shu)                                    | 200 m hát              | 2:15,97  | 5.       | 18.      | kiesett  | kiesett  | kiesett  | kiesett | kiesett  |
| Csan Su (Zhan Shu)                                    | 200 m vegyes           | 2:16,63  | 6.       | 13.      | 2:16,58  | 7.       | 13.      | kiesett | kiesett  |
| Chen Yan                                              | 200 m vegyes           | 2:16,01  | 3.       | 9.       | 2:15,27  | 5.       | 9.       | kiesett | kiesett  |
| Chen Yan                                              | 400 m vegyes           | 4:45,65  | 4.       | 11.      |          |          |          | kiesett | kiesett  |
| Liu Yin                                               | 400 m vegyes           | 4:50,33  | 6.       | 19.      |          |          |          | kiesett | kiesett  |
| Liu Yin                                               | 200 m pillangó         | 2:12,79  | 6.       | 21.      | kiesett  | kiesett  | kiesett  | kiesett | kiesett  |
| Liu Limin                                             | 200 m pillangó         | 2:12,32  | 6.       | 19.      | kiesett  | kiesett  | kiesett  | kiesett | kiesett  |
| Liu Limin                                             | 100 m pillangó         | 59,98    | 7.       | 18.      | kiesett  | kiesett  | kiesett  | kiesett | kiesett  |
| Ruan Yi                                               | 100 m pillangó         | 1:01,16  | 8.       | 25.      | kiesett  | kiesett  | kiesett  | kiesett | kiesett  |
| Li Wei                                                | 100 m mell             | 1:10,55  | 6.       | 19.      | kiesett  | kiesett  | kiesett  | kiesett | kiesett  |
| Csi Huj (Qi Hui)                                      | 100 m mell             | 1:09,88  | 4.       | 13.      | 1:09,81  | 6.       | 12.      | kiesett | kiesett  |
| Csi Huj (Qi Hui)                                      | 200 m mell             | 2:26,76  | 1.       | 3.       | 2:24,21  | 2.       | 2.       | 2:25,36 | 4.       |
| Lo Hszüe-csüan (Luo Xuejuan)                          | 200 m mell             | 2:28,43  | 3.       | 13.      | 2:25,86  | 3.       | 6.       | 2:27,33 | 8.       |
| Csan Su (Zhan Shu) Csi Huj (Qi Hui) Liu Limin Han Xue | 4 × 100 m vegyes váltó | 4:08,27  | 3.       | 7.       |          |          |          | 4:07,83 | 8.       |

* - egy másik versenyzővel azonos eredményt ért el

## Vitorlázás
Férfi
| Versenyző                    | Versenyszám     | Futam | Futam | Futam | Futam  | Futam | Futam | Futam | Futam | Futam | Futam | Futam | Pontszám | Helyezés |
| Versenyző                    | Versenyszám     | 1     | 2     | 3     | 4      | 5     | 6     | 7     | 8     | 9     | 10    | 11    | Pontszám | Helyezés |
| ---------------------------- | --------------- | ----- | ----- | ----- | ------ | ----- | ----- | ----- | ----- | ----- | ----- | ----- | -------- | -------- |
| Csou Jüan-kuo (Zhou Yuanguo) | Szörfvitorlázás | (37*) | 6     | 23    | (37**) | 18    | 2     | 3     | 2     | 1     | 1     | 8     | 64       | 5.       |

Női
| Versenyző                | Versenyszám     | Futam  | Futam | Futam  | Futam | Futam | Futam | Futam | Futam | Futam | Futam | Futam | Pontszám | Helyezés |
| Versenyző                | Versenyszám     | 1      | 2     | 3      | 4     | 5     | 6     | 7     | 8     | 9     | 10    | 11    | Pontszám | Helyezés |
| ------------------------ | --------------- | ------ | ----- | ------ | ----- | ----- | ----- | ----- | ----- | ----- | ----- | ----- | -------- | -------- |
| Zhang Chujun             | Szörfvitorlázás | 10     | (17)  | 8      | (11)  | 6     | 3     | 5     | 5     | 8     | 8     | 7     | 60,0     | 7.       |
| Yang Xiaoyan Li Dongying | 470-es osztály  | (19,0) | 14,0  | (19,0) | 18,0  | 11,0  | 16,0  | 18,0  | 18,0  | 16,0  | 17,0  | 12,0  | 140,0    | 18.      |

* - kizárták (korai rajt)

** - kizárták

## Vívás
Férfi
| Versenyző                                                                   | Versenyszám       | Selejtező                          | 32-es főtábla                             | Nyolcaddöntő                                                             | Negyeddöntő                                                                                         | Elődöntő                                                                                       | Bronz- mérkőzés   | Döntő                                                                                                  | HelyezésA |
| Versenyző                                                                   | Versenyszám       | Ellenfél Eredmény                  | Ellenfél Eredmény                         | Ellenfél Eredmény                                                        | Ellenfél Eredmény                                                                                   | Ellenfél Eredmény                                                                              | Ellenfél Eredmény | Ellenfél Eredmény                                                                                      | HelyezésA |
| --------------------------------------------------------------------------- | ----------------- | ---------------------------------- | ----------------------------------------- | ------------------------------------------------------------------------ | --------------------------------------------------------------------------------------------------- | ---------------------------------------------------------------------------------------------- | ----------------- | --- | --------- |
| Je Csung (Ye Chong)                                                         | Tőr, egyéni       | erőnyerő                           | Tung Csao-cse (Dong Zhaozhi) (CHN) · 15-6 | Marsi Márk (HUN) · 8-15                                                  | kiesett                                                                                             | kiesett                                                                                        | kiesett           | kiesett                                                                                                | 15.       |
| Tung Csao-cse (Dong Zhaozhi)                                                | Tőr, egyéni       | erőnyerő                           | Je Csung (Ye Chong) (CHN) · 15-6          | kiesett                                                                  | kiesett                                                                                             | kiesett                                                                                        | kiesett           | kiesett                                                                                                | 19.       |
| Vang Haj-pin (Wang Haibin)                                                  | Tőr, egyéni       | Gerald McMahon (AUS) · 15-9        | Salvatore Sanzo (ITA) · 10-15             | kiesett                                                                  | kiesett                                                                                             | kiesett                                                                                        | kiesett           | kiesett                                                                                                | 30.       |
| Csao Kang (Zhao Gang)                                                       | Párbajtőr, egyéni | Muhannad Saif El-Din (EGY) · 15-12 | Oliver Kayser (AUT) · 15-12               | Fekete Attila (HUN) · 9 -8                                               | Marcel Fischer (SUI) · 10-15                                                                        | kiesett                                                                                        | kiesett           | kiesett                                                                                                | 8.        |
| Wang Weixin                                                                 | Párbajtőr, egyéni | Meelis Loit (EST) · 7-15           | kiesett                                   | kiesett                                                                  | kiesett                                                                                             | kiesett                                                                                        | kiesett           | kiesett                                                                                                | 37.       |
| Zhao Chunsheng                                                              | Kard, egyéni      | Akhnaten Spencer-El (USA) · 15-10  | Sztanyiszlav Pozdnyakov (RUS) · 11-15     | kiesett                                                                  | kiesett                                                                                             | kiesett                                                                                        | kiesett           | kiesett                                                                                                | 31.       |
| Tung Csao-cse (Dong Zhaozhi) Vang Haj-pin (Wang Haibin) Je Csung (Ye Chong) | Tőr, csapat       |                                    |                                           |                                                                          | Oroszország (RUS) · Dmitrij Sevcsenko · İlqar Məmmədov · Andrej Gyejev · Alekszandr Lakatos · 45-30 | Olaszország (ITA) · Salvatore Sanzo · Matteo Zennaro · Daniele Crosta · Gabriele Magni · 45-32 |                   | Franciaország (FRA) · Jean-Noël Ferrari · Lionel Plumenail · Brice Guyart · Patrice Lhôtellier · 44-45 |           |
| Csao Kang (Zhao Gang) Wang Weixin Zhao Chunsheng                            | Párbajtőr, csapat |                                    |                                           | Ausztrália (AUS) · Gerry Adams · Nick Heffernan · Luc Cartillier · 38-45 | | A 9–11. helyért · Ausztria (AUT) · Oliver Kayser · Christoph Marik · Michael Switak · 35-45    | kiesett           | | 11.       |

Női
| Versenyző                                                     | Versenyszám       | Selejtező                           | 32-es főtábla                    | Nyolcaddöntő                         | Negyeddöntő | Elődöntő | Bronz- mérkőzés                                                                           | Döntő             | Helyezés |
| Versenyző                                                     | Versenyszám       | Ellenfél Eredmény                   | Ellenfél Eredmény                | Ellenfél Eredmény                    | Ellenfél Eredmény | Ellenfél Eredmény                                                                                           | Ellenfél Eredmény                                                                         | Ellenfél Eredmény | Helyezés |
| ------------------------------------------------------------- | ----------------- | ----------------------------------- | -------------------------------- | ------------------------------------ | --- | --- | ----------------------------------------------------------------------------------------- | ----------------- | -------- |
| Xiao Aihua                                                    | Tőr, egyéni       | erőnyerő                            | Alejandra Carbone (ARG) · 15-8   | Magdalena Mroczkiewicz (POL) · 15-13 | Giovanna Trillini (ITA) · 8-9                                                                                                  | kiesett | kiesett                                                                                   | kiesett           | 5.       |
| Meng Csie (Meng Jie)                                          | Tőr, egyéni       | erőnyerő                            | Anna Rybicka (POL) · 15-9        | Laura Cârlescu-Badea (ROU) · 7-15    | kiesett | kiesett | kiesett                                                                                   | kiesett           | 12.      |
| Yuan Li                                                       | Tőr, egyéni       | Nyelja Szevosztyjanova (KAZ) · 15-3 | Diana Bianchedi (ITA) · 7-15     | kiesett                              | kiesett | kiesett | kiesett                                                                                   | kiesett           | 27.      |
| Yang Shaoqi                                                   | Párbajtőr, egyéni | erőnyerő                            | Nagy Tímea (HUN) · 8-11          | kiesett                              | kiesett | kiesett | kiesett                                                                                   | kiesett           | 23.      |
| Liang Qin                                                     | Párbajtőr, egyéni | erőnyerő                            | Margherita Zalaffi (ITA) · 11-15 | kiesett                              | kiesett | kiesett | kiesett                                                                                   | kiesett           | 25.      |
| Li Na                                                         | Párbajtőr, egyéni | May Moustafa (EGY) · 15-5           | Imke Duplitzer (GER) · 12-15     | kiesett                              | kiesett | kiesett | kiesett                                                                                   | kiesett           | 30.      |
| Xiao Aihua Meng Csie (Meng Jie) Yuan Li Csang Lej (Zhang Lei) | Tőr, csapat       |                                     |                                  | erőnyerő                             | Lengyelország (POL) · Sylwia Gruchała · Magdalena Mroczkiewicz · Anna Rybicka · Barbara Wolnicka-Szewczyk · 43-45              | Az 5–8. helyért · Oroszország (RUS) · Szvetlana Bojko · Jekatyerina Juseva · Olga Sarkova-Szidorova · 33-45 | A 7. helyért · Ukrajna (UKR) · Ljudmila Vasziljeva · Olena Kolcova · Olha Lelejko · 45-40 |                   | 7.       |
| Li Na Liang Qin Yang Shaoqi                                   | Párbajtőr, csapat |                                     |                                  |                                      | Franciaország (FRA) · Valérie Barlois-Mevel-Leroux · Laura Flessel-Colovic · Sangita Tripathi · Sophie Moressée-Pichot · 45-42 | Svájc (SUI) · Gianna Hablützel-Bürki · Sophie Lamon · Diana Romagnoli · 33-45                               | Magyarország (HUN) · Nagy Tímea · Mincza Ildikó · Szalay Gyöngyi · 41-39                  |                   |          |